# Arthur Wellesley
Arthur Wellesley, Wellington hercege (1769. május 1. – 1852. szeptember 14.) angol-ír katona és politikus, a napóleoni háborúk egyik kiemelkedő hadvezére, aki a waterlooi csatában legyőzte Napóleont. A tory párt színeiben kétszer (1828–1830 és 1834) volt az Egyesült Királyság miniszterelnöke.
Wellesley Dublinban született, angol származású arisztokrata családban, apja Mornington grófja volt. 1787-ben lépett be a brit hadseregbe. Írország kormányzóinak szárnysegédjeként szolgált, majd kipróbálta magát a politikában és ír parlamenti képviselőnek választották. 1796-ban alezredesként részt vett a forradalmi Franciaország elleni balsikerű flandriai hadjáratban. Ezt követően Indiába küldték, ahová bátyját, Richard Wellesley-t akkor nevezték ki a brit gyarmatok kormányzójának. Harcolt a Maiszúr elleni háborúban és a Tipu szultán bukása után őt nevezték ki a meghódított terület kormányzójává. 1803-ban a Marátha Birodalom elleni háborúban döntő győzelmeivel hozzájárult a konfliktus gyors lezárásához.
Miután visszatért Európába, kisebb megbízásokat kapott a napóleoni háborúkban, majd az ibériai háborúban kinevezték a brit erők parancsnokává. Létszámhátrányban levő hadseregével visszaverte a Portugália meghódítására irányuló francia törekvéseket és Spanyolországban éveken át jelentős erőket kötött le. Franciaország 1812-es meggyengülését követően portugál és spanyol szövetségeseivel kiűzte a franciákat az Ibériai-félszigetről, majd benyomult Dél-Franciaországba; itt érte Napóleon lemondásának híre. Győzelmeiért hercegi címet és hadseregtábornoki rangot kapott. Miután Napóleon 1815-ben visszatért, Wellingtont bízták meg a koalíciós haderő vezetésével. A waterlooi csatában porosz segítséggel legyőzte a végleg elbukó Napóleont.
A háború után a nemzeti hősként ünnepelt Wellington politikai pályára váltott. A tory párt színeiben 1828-ban kormányalakításra kérték fel. A katolikusok egyenjogúsítását biztosító törvénye miatt igen népszerűtlenné vált és kormánya 1830-ban megbukott. 1834-ben három hétre ismét elvállalt egy ügyvivő kormányfői posztot, míg az általa javasolt miniszterelnök, Robert Peel visszatért külföldről. 
Wellington elsősorban a hadi helyzethez gyorsan alkalmazkodó defenzív stílusáról ismert. Leghíresebb győzelmeit létszámhátrányban aratta, miközben saját veszteségeit lehetőség szerint a minimumon tartotta. Minden idők egyik legjobb védekező taktikusának tartják, hadmozdulatait katonai akadémiákon oktatják. Példás katonai pályafutása során mintegy 60 kisebb-nagyobb ütközetben vett részt.

## Ifjúsága
Wellesley 1769. május 1-én született Dublinban, valószínűleg a család városi rezidenciáján, a Merrion Street 24. alatt (ma szálloda van a ház helyén) Ennek némileg ellentmond, hogy 1815-ben anyja úgy emlékezett, hogy a ház a Merrion Str. 6. volt; apja állítása szerint a 24. szám melletti Mornington House-ban született, maga Wellesley pedig az 1851-es népszámláláson a család athy-i kastélyát (amely 1916-ban leégett) adta meg születése helyszínéül.
Családja (amely 1789-ig a Wesley névalakot használta) tekintélyes, protestáns vallású, angol-ír arisztokrata família volt. Anyja, Anna Hill-Trevor (Dungannon vikomtjának legidősebb lánya) Garret Wesley-hez, Mornington bárójához ment feleségül, aki rövid ideig képviselő volt az ír parlamentben, majd apja halála után átvette a birtokok igazgatását; emellett elismert zeneszerző volt és filantróp tevékenységéért a király 1760-ban grófi rangra emelte. A házaspárnak kilenc gyermeke született, köztük Arthur a hatodikként jött világra. Testvérei között volt Richard Wellesley (1760-1842) külügyminiszter és William Wellesley-Pole, ír államminiszter.

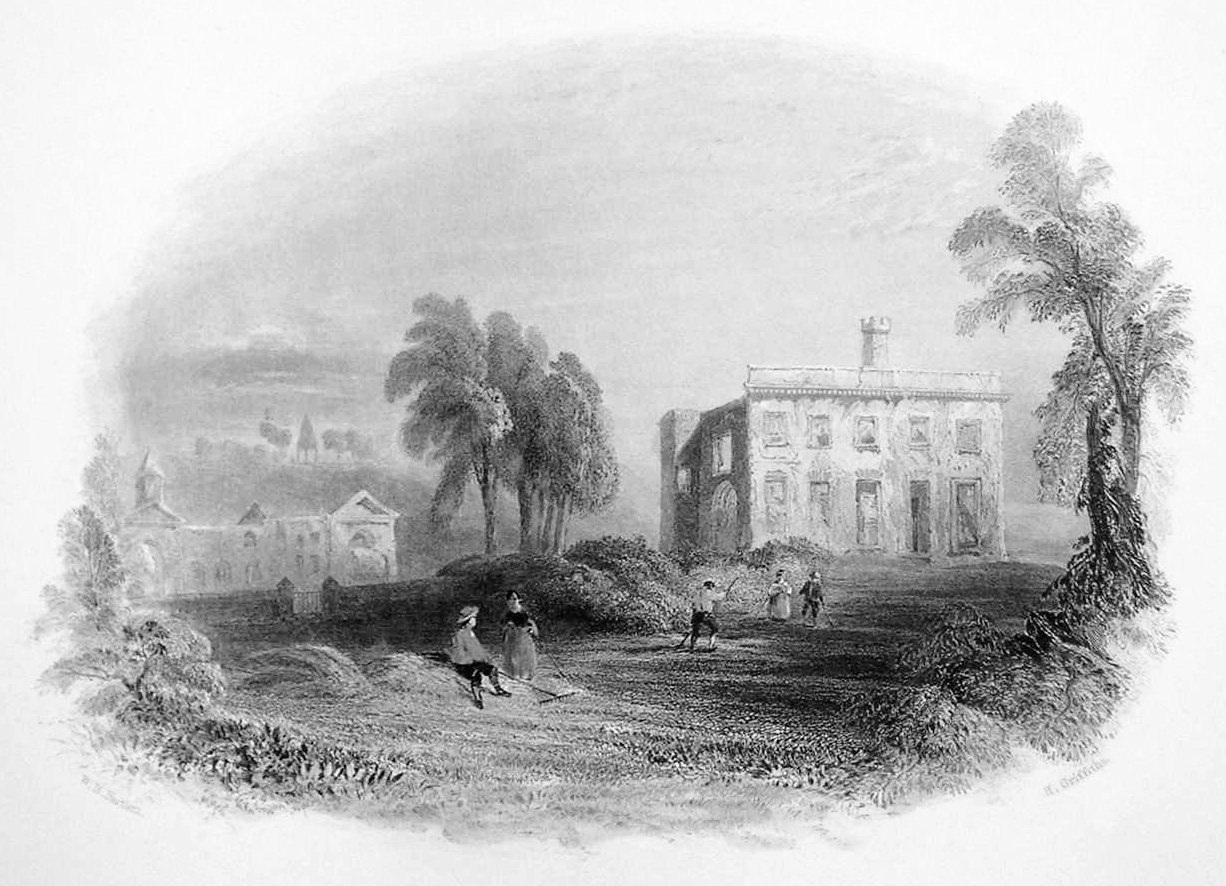
Wellesley gyerekkora nagy részét a Meath megyei Dangan-kastélyban töltötte (1842-es rajz)

Wellesley gyermekkorát alapvetően a család két rezidenciáján: a dublini házban és a Meath megyei Summerhill mellett fekvő Dangan-kastélyban töltötte. Amikor tizenkét éves volt, 1781-ben Arthur apja meghalt és legidősebb bátyja, Richard Wellesley örökölte a grófi címet.
Iskolába aktuális tartózkodási helye szerint járt: Danganban a trimi egyházkerületi iskolába, Dublinban a Mr Whyte's Academyre, Londonban pedig a Brown's Schoolba. 1781-ben beíratták Etonba, ahol 1784-ig tanult. Nem szerette azt az iskolát és magányosnak érezte magát, ezért is valószínűtlen, hogy ő mondta volna azt a neki tulajdonított szállóigét, hogy „a waterlooi csatát Eton sportpályáin nyerték meg”; egyébként Etonban ekkor még nem is voltak sportpályák. 1785-ben rossz tanulmányi eredményei és az apja halála után következő pénzszűke miatt Arthur és anyja Brüsszelbe költözött. Mivel húszas évei elejéig semmilyen téren nem mutatott különösebb tehetséget, anyja aggódni kezdett miatta. Ahogyan egyszer írta: "Nem tudom mit tehetnék ezzel az esetlen Arthur fiammal." Egy évvel később beiratkozott az angers-i francia Királyi Lovassági Akadémiára, ahol kiválóan megtanult lovagolni és jól boldogult a francia nyelvvel, ami a későbbiekben igen hasznosnak bizonyult. Mikor 1786 végén visszatért Angliába, elragadtatta anyját új képességeivel.

## Katonai pályafutása

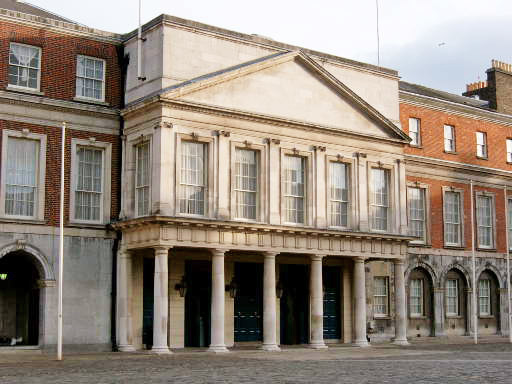
Wellesley egy ideig a Dublin Castle-ban szolgált, két egymást követő ír főkormányzó szárnysegédjeként

Hazatérte után Richard bátyja megkérte barátját, Rutland herceget (akkor Írország főkormányzóját) hogy segítse Arthur katonai karrierjét. Röviddel később, 1787. március 7-én zászlósi rangban felvették a 73. gyalogezredbe. Októberben bátyja közbenjárására kinevezték az új főkormányzó, Lord Buckingham mellé szárnysegédnek. Fizetése duplájára, napi tíz shillingre emelkedett. Egyúttal áthelyezték az akkor alapított 76. gyalogezredhez és még ugyanezen év karácsonyán előléptették hadnaggyá. Kötelezettségei elsősorban társasági jellegűek voltak; bálokba járt, vendégeket szórakoztatott, szükség esetén tanácsot adott Lord Buckinghamnek. Kártyaadósságai miatt néha kölcsönt kellett felvennie, de azzal védekezett, hogy bár gyakran került pénzzavarba, soha nem verte magát túlzott adósságokba.
1788 januárjában áthelyezték a 41. gyalogezredhez, júniusban pedig, még mindig hadnagyi rangban a 12. dragonyosezred tisztje lett. Ebben az évben kipróbálta magát a politikában is, a trimi választókörzetben jelöltette magát képviselőnek és be is választották az ír parlament alsóházába. A következő két évben kötelességtudóan mindig a kormánypárttal szavazott. 1791 januárjában előléptették századossá és áthelyezték előbb az 58. gyalogezredhez, majd októberben a 18. dragonyosezredhez. Ekkoriban kezdett udvarolni Kitty Pakenham longfordi baronesznek. 1793-ban megkérte a kezét, de a lány bátyja (az akkori családfő) elutasította, mert Wellesley-t túl fiatalnak, túlságosan eladósodottnak és perspektíva nélkülinek találta. Az addig szívesen zenélgető Wellesley dühében elégette a hegedűjét és megfogadta, hogy katonai karrierjének szenteli magát. Még ebben az évben őrnagyi rangot vásárolt a 33. gyalogezredben, pár hónappal később pedig bátyja kölcsönéből sikerült alezredessé előléptetnie magát.

### Hollandia

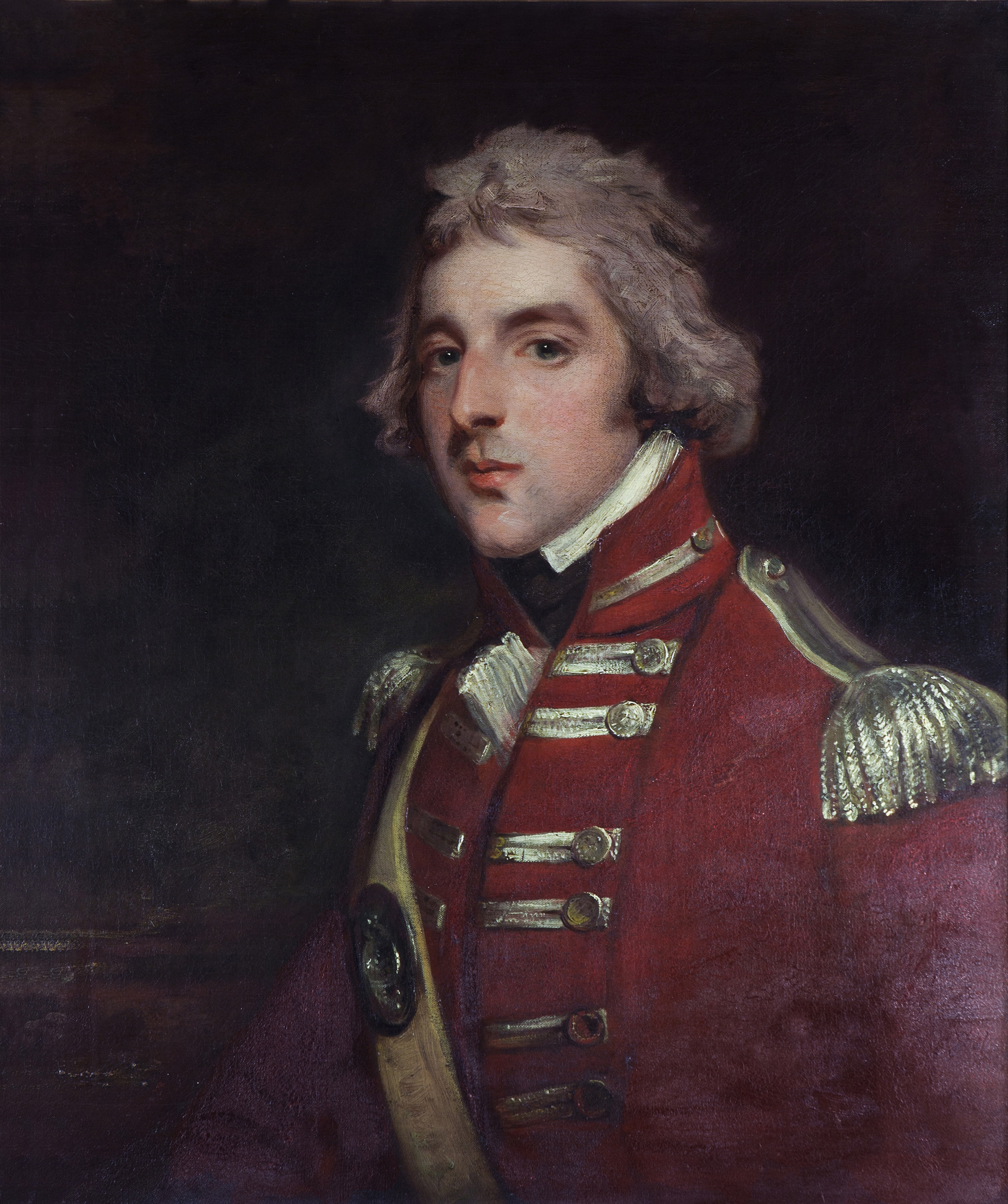
A 26 éves Wellesley alezredes (John Hoppner képe)

1793-ban York hercegét egy nagyobb brit kontingenssel Flandriába küldték, hogy onnan támadja meg a forradalmi Franciaországot. 1794 júniusában Cork kikötőjében behajózták a 33. ezredet is, amely a flandriai haderő erősítésének szántak. Túl későn érkeztek: már csak a Hollandiába visszavonuló herceghez tudtak csatlakozni. Wellesley 1794. szeptember 15-én a boxteli csatában, dandárjának ideiglenes parancsnokaként esett át a tűzkeresztségen. Miközben Abercromby tábornok visszavonult a fölényben lévő franciák elől, a 33. ezred tartotta vissza az ellenséges lovasságot a hátrálók üldözésétől. Az elkövetkező rendkívül kemény tél során Wellesley ezredét a Waal folyó mentén húzódó szövetséges védvonalba osztották be; ezalatt a betegségek és a fagy miatt súlyos veszteségeket szenvedtek. Wellesley is megbetegedett a nyirkos környezetben. A hadjárat katasztrofális vereséggel végződött, a franciák kiűzték őket Hollandiából és kénytelenek voltak Németország felé visszavonulni; Wellesley viszont sokat tanult, például arról, hogyan lehet feltartani gyalogsággal az előrenyomuló ellenséges hadoszlopokat, vagy hogy milyen fontos lehet a flotta támogatása. Azt is megértette, hogy a kudarc – legalábbis részben – a rossz hadvezetésnek és a szervezésbeli hiányosságok számlájára volt írható. Később így írt hollandiai tapasztalatairól: "Legalább megtanultam hogy mit ne tegyek, és ez mindig egy fontos lecke."
1795 márciusában visszatért Angliába és másodszor is megválasztatta magát Trim parlamenti képviselőjének. Azt remélte, hogy megkapja a hadügyminiszteri posztot az új ír kormányban, de John Pratt főkormányzó csak a hadtápfelügyelet vezetését ajánlotta fel neki. Visszautasította és inkább visszatért az ezredéhez, amely ekkor Southamptonban készült arra, hogy behajózzák a Nyugat-Indiákra. Másfél hónapos tengeri út után a viharos időjárás miatt vissza kellett térniük Angliába. Néhány hónappal később, miután az ezred kipihente a viszontagságokat, Indiába küldték őket. Előtte még, 1796. május 3-án Wellesley-t ezredessé léptették elő.

### India
Wellesley 1797 februárjában érkezett meg Kalkuttába. Néhány hónappal később a Fülöp-szigetekre küldték, ahol a trópusi klíma miatt új higiéniai előírásokat vezetett be a katonái számára. Mikor novemberben visszatért Indiába, megtudta, hogy bátyját, Richard Wellesley-t (ekkor már Lord Morningtont) kinevezték India főkormányzójává.
1798-ban az addigi Wesley helyett Wellesley-re változtatta a nevét, mert bátyja szerint az volt az ősi, helyes írásmód.

#### A negyedik brit-maiszúri háború

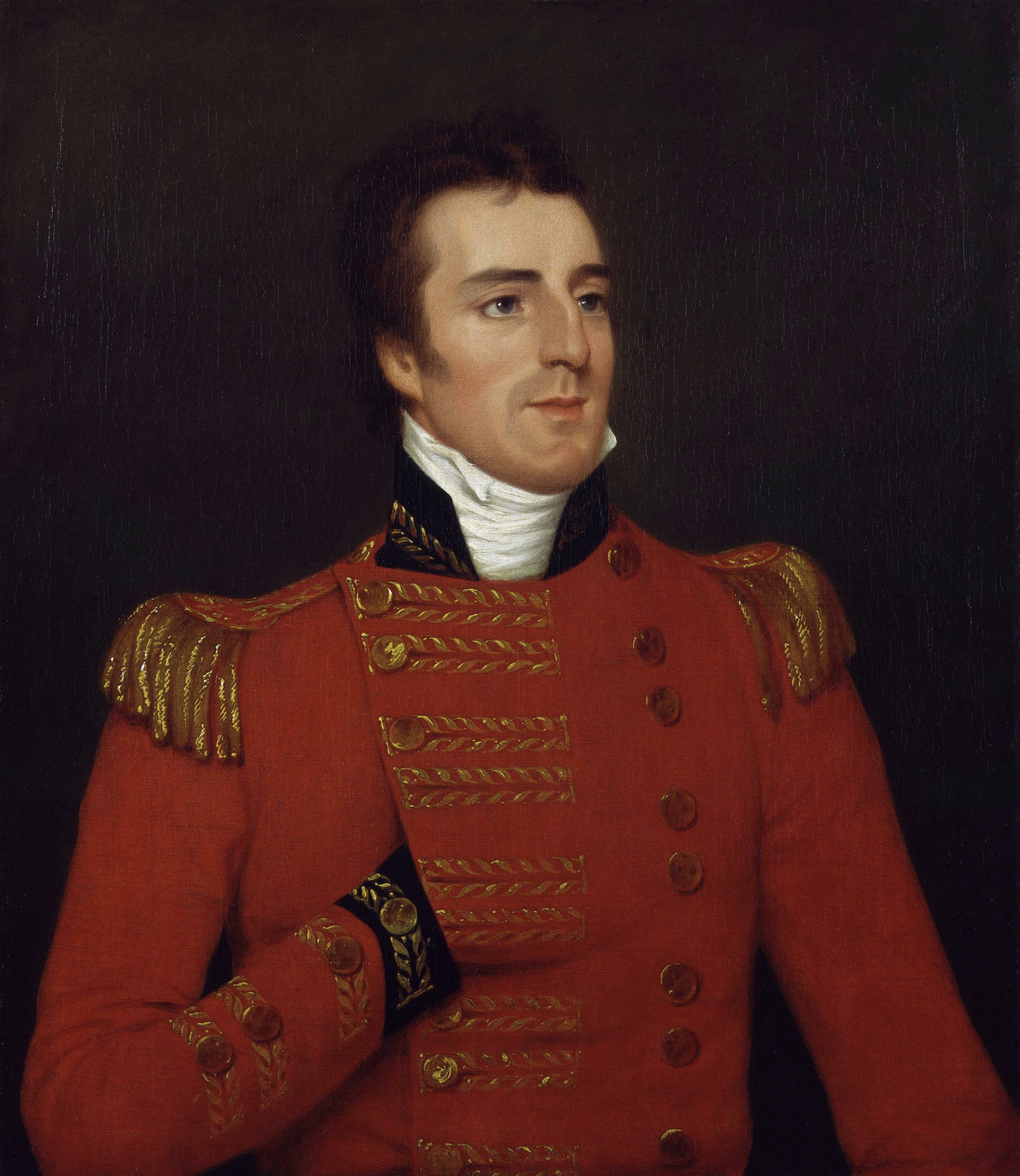
Wellesley indiai szolgálata idején, vezérőrnagyi egyenruhában (Robert Home képe, 1804)

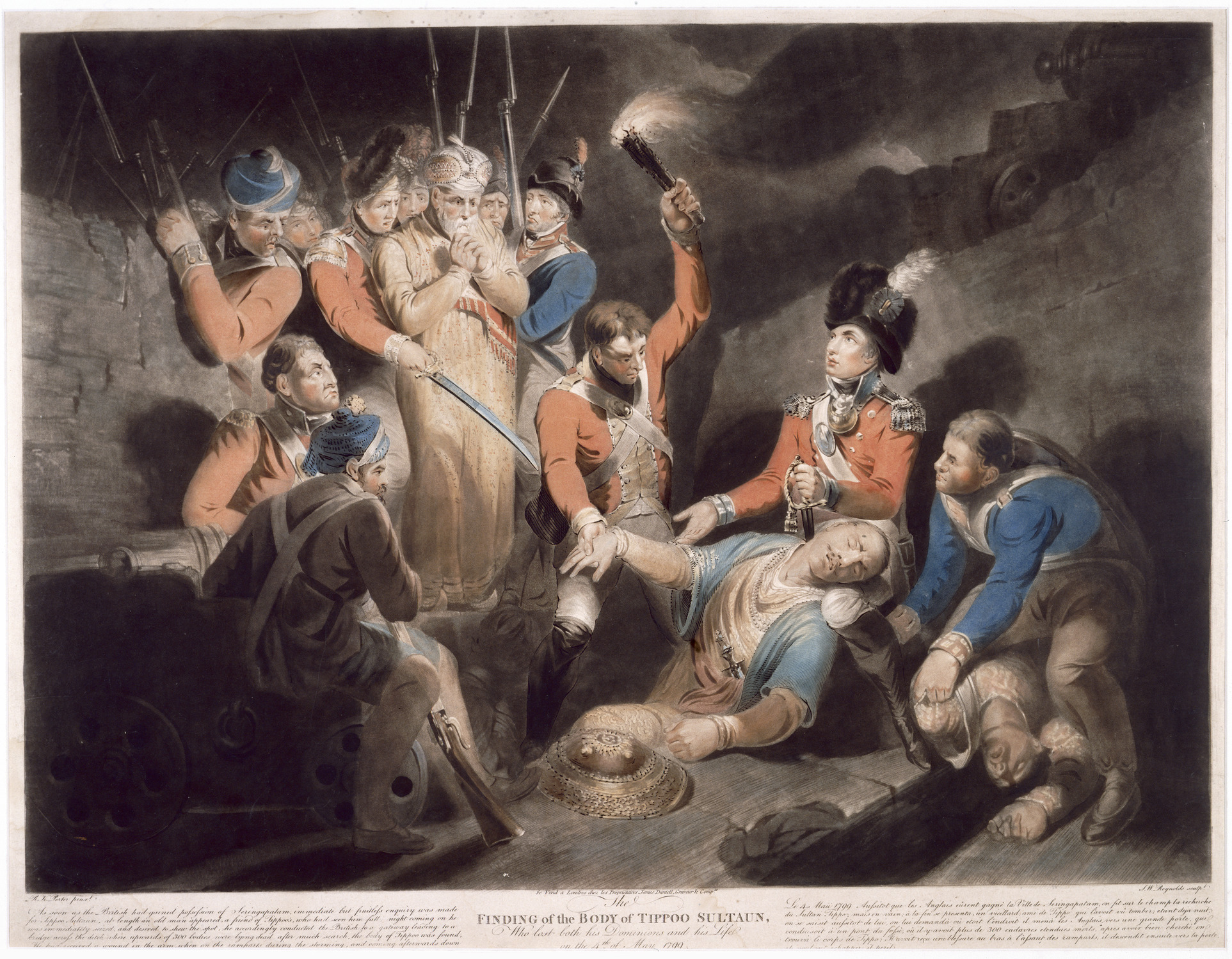
Brit katonák megtalálják Tipu Szultán holttestét (Henry Singleton képe, kb. 1800)

1798-ban kitört a háború a franciákkal szövetkező Tipu maiszúri szultánnal. A főkormányzó George Harris vezetésével jelentős sereget, a szövetséges haiderabadi csapatokkal együtt mintegy 50 ezer katonát (ennek kevesebb mint a tizede volt brit, a többi indiai) küldött, hogy elfoglalják a maiszúri fővárost, Srírangapattanát. Wellesley-t és a 33. ezredet augusztusban csatolták a madrasi kontingenshez. Hosszas és gondos logisztikai előkészítés után (amely a későbbiekben is Wellesley egyik legfőbb erényének bizonyult) decemberben indultak útnak és mintegy 400 km-t megtéve a dzsungelben, megérkeztek Maiszúrba. Eközben bátyja megbízta Wellesley-t, hogy legyen a szövetséges haiderabadi nizam tanácsadója; emiatt súrlódásokra került sor a többi főtiszttel, többek között saját feljebbvalóival is. 1799. március 27-én a mallavellyi csatában összecsaptak a maiszúri erőkkel. Wellesley katonái két sorba fejlődtek fel, megközelítették az egyik dombon védelembe vonult ellenséget és több sortűz után szuronyrohammal futamították meg őket, a hadsereg többi részével együttműködésben.
Srírangapattana közelében, Szultanpettah falunál Wellesley-t megbízták, hogy űzze ki egy erdőből az ott védelembe vonult ellenséges erőket. 1799. április 5-én sötétedés után megközelítette az erdőt, de az indiaiak sűrű muskéta- és rakétatűzzel (a maiszúriak előszeretettel használtak puskaporral töltött, rúdról indított robbanóeszközöket) fogadták és miután 25 embert vesztett, kénytelen volt visszavonulni. Maga Wellesley is könnyebben megsebesült a térdén. Másnap erősítést szerzett és veszteség nélkül elfoglalta az erdőt. Bár végül sikerrel járt, megfogadta, hogy „soha nem támad meg olyan ellenséget, amely felkészült, erős védelemmel rendelkezik, és amelynek állásait előzőleg nappal fel nem derítették”.
A britek és szövetségeseik körbevették a várost és ágyúzni kezdték a falait. Miután rést ütöttek rajta, május 4-én David Baird vezérőrnagy vezetésével rohamra indultak. Wellesley a támadó csapatok hátát biztosította, őröket állított a réshez, majd megszállta a maharadzsa palotáját. Miután hírét vették Tipu szultán elestének, Wellesley volt az első, aki az uralkodó pulzusát ellenőrizve megerősítette a halálát. A következő napon kénytelen volt fosztogató, erőszakoskodó katonáit megfegyelmezni: négyet felakasztatott, többet megkorbácsoltatott.
A győztes hadjárat után Harris tábornok elvonult és a 30 éves Wellesley-t bízta meg Srírangapattana és Maiszúr kormányzásával. A fiatal tiszt indiai tartózkodása alatt sokat betegeskedett; hol a szennyezett víz okozta súlyos hasmenés, hol láz vagy gombás bőrfertőzés kínozta.
1801 elején megbízták, hogy állítson össze egy brit-indiai expedíciós haderőt, amellyel Batáviát és Mauritiust vették volna el a franciáktól. Közvetlenül az indulás előtt átirányították őket, hogy segítsenek Sir Ralph Abercrombynak elfoglalni Egyiptomot a franciáktól. Wellesley Baird helyettese lett volna az 1801. április 9-én kihajózó kontingensben, de végül rossz egészségi állapota miatt Indiában maradt. Ezzel igen nagy szerencséje volt, mert a hajó, amelyre fel kellett volna szállnia, a Vörös-tengeren elsüllyedt.
1801. július 17-én dandártábornokká léptették elő. Kormányzóként rezidenciáját a szultán volt nyári palotájában rendezte be. Megreformálta Maiszúr adó- és igazságügyi rendszerét, azzal a céllal hogy erősítse a közrendet és csökkentse a korrupciót. Ezenkívül legyőzte Dhondija Vágh lázadó hadurat, aki Srírangapattana ostromakor szabadult ki Tipu fogságából és kiskirályként uralkodott Maiszúr egy része fölött.

#### A Dhondija Vágh-felkelés
Dhondija Vágh Tipu Szultán lovasságában szolgált tisztként, majd önállósította magát és a határvidéken próbált saját birodalmat kiharcolni magának. Miután riválisai elűzték, visszatért a szultánhoz, áttért az iszlámra és felvette a Malik Dzsahan Kán nevet, de aztán kegyvesztett lett és bebörtönözték. Srírangapattana eleste után kiszabadult és a szélnek eresztett maiszúri katonákból jelentős csapatot szervezett. A maiszúri–maráthi határvidéken kisebb erődöket, állomásokat foglalt el és a brit megszállásnak ellenálló lakosság körében támogatókat is talált magának. A Tipu halála után keletkezett hatalmi vákuumot jó érzékkel használta ki és a brit adminisztráció is fokozatosan felismerte, hogy személyében nem csak egy újabb banditavezérrel áll szemben.
Wellesley 1800 elején kapta az utasítást, hogy a hadsereg katonáival és a Kelet-indiai Társaság fegyvereseivel verje le a Dhondija Vágh-féle lázadást. Júniusban mintegy 8000 gyalogossal és lovassal északnak indult, bár információi szerint a lázadók létszáma meghaladta az 50 ezret, igaz ennek többsége irreguláris könnyűlovas volt, amelyek nem jelentettek komoly fenyegetést a tapasztalt brit gyalogság számára. Június-augusztusban minimális veszteség mellett sorra foglalta el a lázadók hevenyészett erődítményeit, amelyeket – mivel nem volt elég embere helyőrséget állítani mindegyikbe – általában lerombolt. Július 31-én elfoglalta Dhondija utánpótlását és hat ágyúját. A hadúr nem vállalta az összecsapást, folyamatosan hátrált, de követői fokozatosan elhagyták, gyalogsága nem maradt és a monszuntól megáradt folyók miatt a britek utolérték. Szeptember 10-én a konaghuli csatában Wellesley maga vezette egyetlen sorba, tartalék nélkül felállított 1400 dragonyosát és lovasát a maradék 5 ezer lázadó ellen. Dhondija vereséget szenvedett és maga is elesett a csatában. Megárvult fiának ellátását maga Wellesley fizette.

#### A második brit-maráthi háború
1802 áprilisában Wellesley-t vezérőrnaggyá léptették elő, de a hír csak szeptemberre ért el hozzá Indiába. Ez év novemberéig Maiszúrban maradt. Novemberben parancsot kapott, hogy egy kontingens élén vonuljon északra, mert küszöbön állt a háború a Marátha Birodalommal.
Wellesley úgy ítélte meg, hogy egy hosszú védekező háború csak felőrölné a csapatait, ezért merész, támadó stratégiát alkalmazott a számbeli fölénnyel rendelkező ellenséggel szemben. 24 ezer emberből álló seregének logisztikai előkészítése 1803 nyarára lett készen; ezután habozás nélkül megtámadta a legközelebbi maráthi erődítményt. Az erőd négy nap után, augusztus 12-én megadta magát, miután a britek gyalogsága betört a tüzérség által tört résbe. Wellesley helyőrséget hagyott az erődben, majd a Godavari folyó felé nyomult tovább.

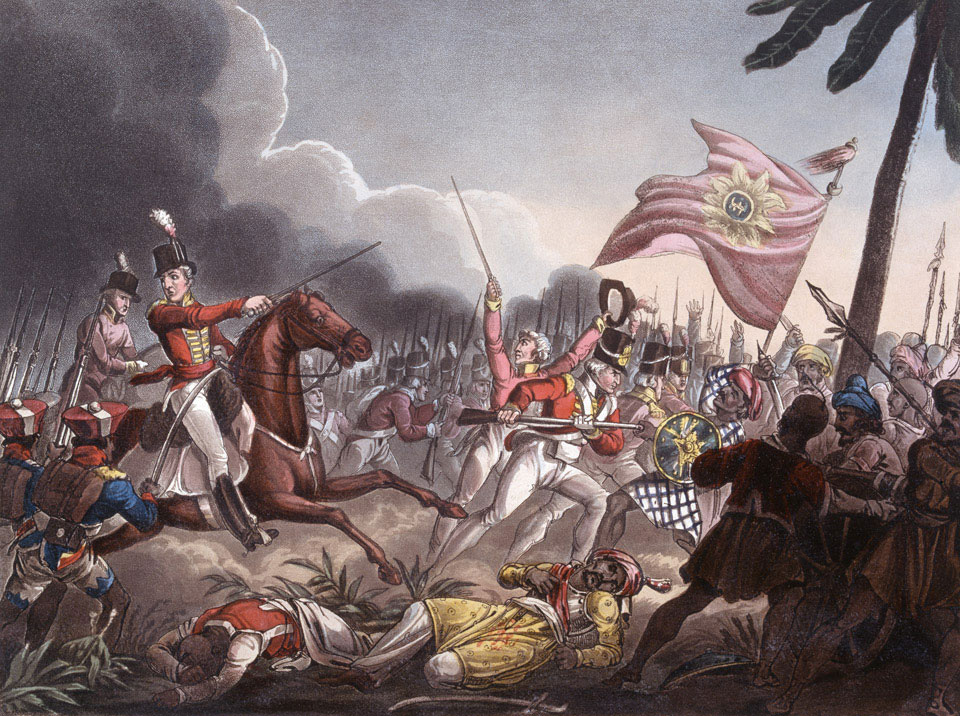
Arthur Wellesley lován támadásra vezeti katonáit az ászaíi csatában

A maráthi fősereget keresve két csapatra osztotta erőit; főerőit maga vezette, míg egy jóval kisebb kontingenst Stevenson ezredesre bízott. Szeptember 24-én kellett volna ismét találkozniuk, de felderítői még előtte felfedezték a maráthi tábort a két folyó között fekvő Ászaí falu mellett. Mivel attól tartott, hogy az ellenség visszavonulhat, nem várta be Stevensont, hanem azonnal támadott. A hannoveri Anthony Pohlmann által vezetett indiaiak erős védelmi pozíciót vettek fel a Kaitna folyó mögött. Mivel a frontális támadás öngyilkosság lett volna, Wellesley keletebbre keresett egy másik gázlót, ahol szeptember 23-án átkelt. Ezután több sorba rendezte gyalogságát és megtámadta az új pozíciót felvett ellenséget. Pohlmann a két folyó közé szorulva nem tudta kihasználni számbeli fölényét, a Kaitna túlpartján felállított, átkarolásra szánt lovasságát a britek oldalán harcoló indiai lovasság blokkolta. A brit és brit-indiai gyalogság súlyos veszteségek árán elfoglalta az ellenséges ágyúkat, majd (miután Wellesley tartalék lovasságának bevetésével megmentette a jobbszárnyon súlyos helyzetbe került 74. ezredet) megrohamozták a maráthi gyalogságot, amely hamarosan futásnak eredt. A csatában Wellesley maga is a tűzvonalban harcolt, két lovat lőttek ki alóla. "A tábornok egész idő alatt a harc sűrűjében tartózkodott... Soha nem láttam hozzá hasonlóan hűvös és összeszedett férfit... Biztosíthatlak róla, hogy míg a csapataink meg nem kapták a parancsot a rohamra, a csata kimenetele igencsak kétségesnek látszott" írta később az egyik tisztje. Mintegy 6 ezer ellenséges harcos esett el vagy sebesült meg, de a britek sem voltak olyan állapotban, hogy üldözzék a menekülőket. 409-en estek el (közülük 164 európai), 1622-en sebesültek meg és 26-an eltűntek. Wellesley maga is nagynak tartotta veszteségeit: "nem szeretnék megint a szeptember 23-ihoz hasonló veszteségeket, még ha hasonló előnyökkel járna is", írta. Évekkel később úgy nyilatkozott, hogy nem a waterlooi, hanem az ászaíi volt a legjobb csatája.

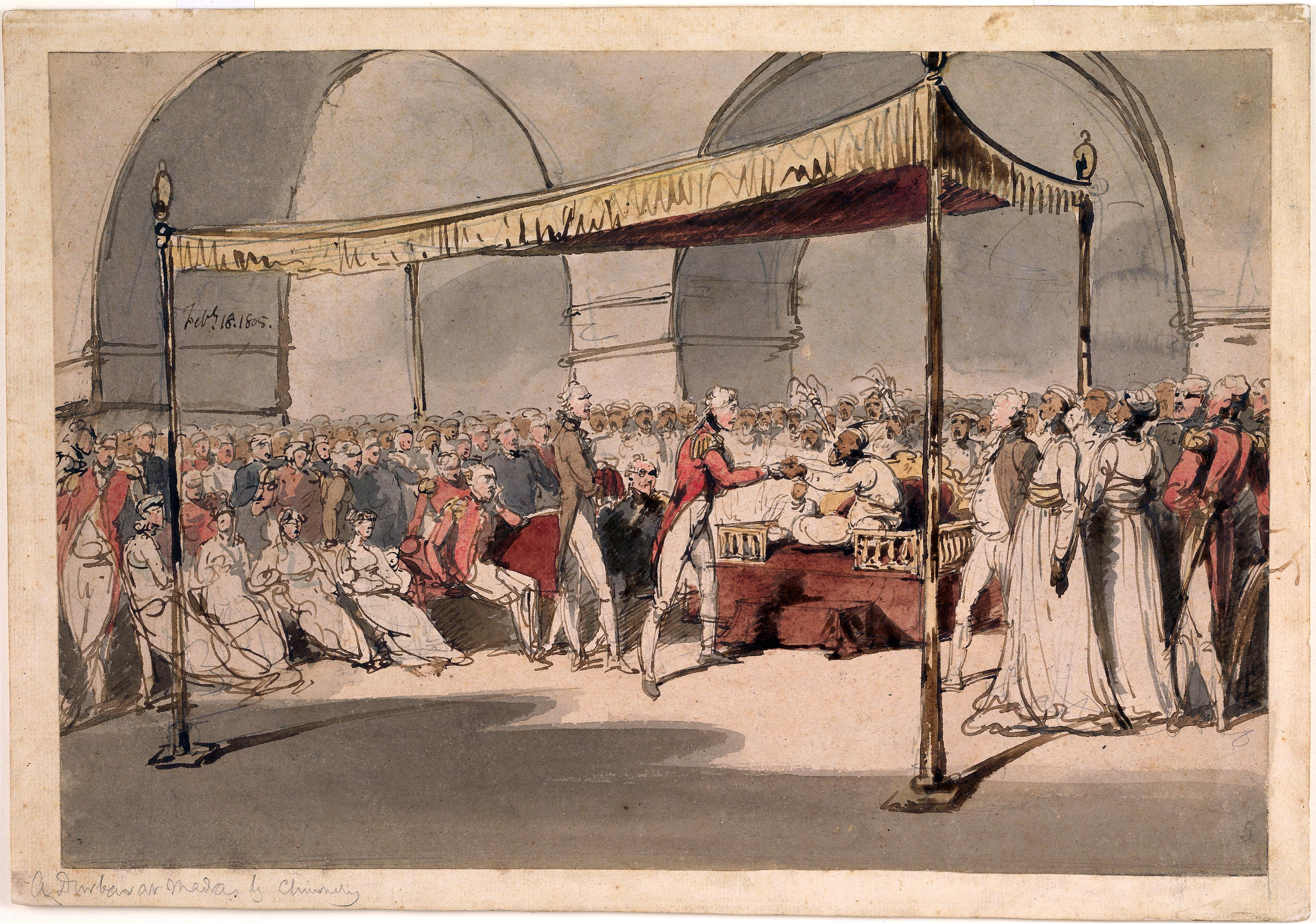
Wellington találkozik Carnatic navábjával (1805)

A jelentős győzelem ellenére a csata nem döntötte el a háborút. Wellesley novemberben Argaonnál aratott újabb látványos győzelmet, ahol az ellenség 5 ezer, míg maga 361 áldozatot vesztett. Ezután elfoglalta Gávilagada erődjét, majd Lake tábornok Delhinél mért vereséget a maráthikra, akik ezután kénytelenek voltak kapitulálni.
Hadtörténészek szerint indiai tapasztalatai nagy hatást gyakoroltak későbbi személyiségére és taktikájára; mindezeket jól kamatoztathatta az ibériai háborúban. Megtanulta a kiképzés és a katonai fegyelem fontosságát, hogy hogyan szerezzen szövetségeseket, hogyan biztosítsa az utánpótlást, de Indiában tapasztalta meg a felderítés alapvető fontosságát is. Ekkor alakult ki jellegzetes öltözködési stílusa is: a fehér nadrág, sötét kabát, fekete kétcsúcsú (bicorne) kalap és hesseni lovaglócsizma.

### Visszatérés Európába
A háborút követően Wellesley-nek elege lett Indiából és 1804 júniusában kérvényezte hazatérését. Győzelmeiért szeptemberben megkapta a tekintélyes Fürdőrend lovagi fokozatát. Indiai tartózkodása során – főleg zsákmányolásból – jelentős, 42 ezer fontos vagyont gyűjtött. Mivel 1805 márciusában egyébként is lejárt bátyja kormányzói megbízatása, közösen tértek vissza Angliába a HMS Howe fregatton. Útközben megálltak Szent Ilona szigetén és Wellesley éppen abban az épületben szállt meg, ahol később Napóleon töltötte száműzetését.
A francia háborúval elfoglalt Nagy-Britanniában Wellesley vezérőrnagy nem volt különösebben ismert a közvélemény előtt. 1805 szeptemberében, megérkezése után jelentkezett a hadügyminiszternél, hogy újabb megbízatást kérjen. Az előszobában találkozott Horatio Nelson altengernaggyal, aki nílusi és koppenhágai diadalai után már akkor legendás hősnek számított. Nelson csak egy rövid időre tért vissza Londonba, miután hónapokon át üldözte a francia flottát a Nyugat-Indiákig és vissza. A tengernagy lekezelő stílusban beszélt az előtte ismeretlen tiszttel, de miután kiment és megkérdezte hogy ki a másik fél, modora megváltozott és úgy tárgyalta meg Wellesley-vel a háború és a gyarmatok helyzetét, mint egyenrangú féllel. Másfél hónappal később Nelson elesett a trafalgari csatában.

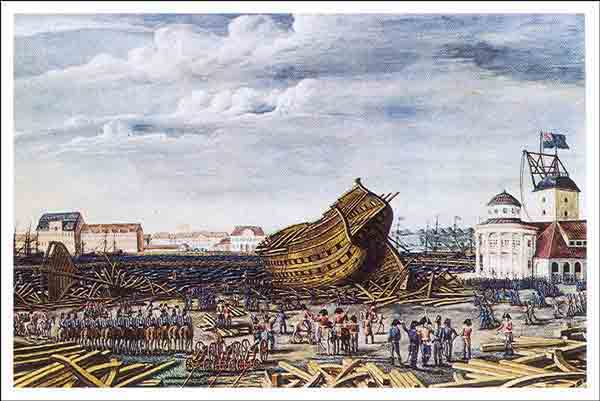
Brit katonák felgyújtják az épülő dán hajókat Koppenhága ostromakor

1805 végén Wellesley-t beosztották William Cathcart észak-németországi hadjáratába (egy dandárt vitt az Elbához), amellyel a britek semmilyen jelentős eredményt nem tudtak elérni.
Ezt követően hosszabb időre szabadságoltatta magát, visszatért a politikához és 1806 januárjában a tory párt színeiben megválasztották a sussexi Rye parlamenti képviselőjévé. Egy évvel később a Wight-szigeti Newport képviselője lett, majd Richmond herceg lordkormányzó alatt Írország kormányzójává és királyi Titkos Tanács tagjává nevezték ki. Kormányzósága alatt szóbeli ígéretet tett, hogy nem fogja erőszakosan végrehajtani a katolikusellenes törvényeket; hasonlóan mérsékelt álláspontot foglalt el jóval később, a katolikus emancipációs törvények meghozatalakor.
1807 májusában brit katonai expedíció indult Dánia ellen, miután a dán kormány behódolt az erőteljes francia nyomásnak és csatlakozott Napóleon kontinentális zárlatához. Wellesley politikai kötelezettségei fenntartása mellett felajánlotta a szolgálatait és Lord Cathcart főparancsnok rábízta a tartalék irányítását. Augusztusban a britek tengeri és szárazföldi ostromzár alá vették – az egyébként kiürített – Koppenhágát. Wellesley a rá bízott csapatokkal a køgei csatában visszaverte a város felmentésére küldött dán milíciát. Szeptember 30-ra visszatért Angliába.
1808. április 25-én altábornaggyá léptették elő. Júniusban azt a feladatot kapta, hogy 9 ezer emberrel hajózzon a dél-amerikai spanyol gyarmatokra és segítse Francisco de Miranda felkelőit. Még mielőtt elindult volna, parancsa megváltozott: Portugáliába küldték, hogy miután egyesült a gibraltári 5 ezres kontingenssel, az Ibériai-félszigeten segítse a francia megszállás ellen küzdő portugál és spanyol erőket.

### A félszigeti háború
Wellesley 1808. július 12-én hajózott ki Cork kikötőjéből, hogy a kor legerősebb hadserege ellen kiállva megmutassa hadvezéri képességeit. Ekkorra már tapasztalt, sok hadjáratban bizonyított parancsnok volt, tudta milyen ellenséges környezetben helytállni, ismerte a logisztika fontosságát és emellett kellő politikai háttérrel is rendelkezett."
Nem sokkal megérkezése után a brit-portugál csapatok a parancsnoksága alatt Lisszabontól északra a roliçai csatában megfutamították egy mintegy négyszeres létszámhátrányban lévő francia kontingenst. Négy nappal később a vimeirói ütközetben visszaverte Junot tábornok ellentámadását. A siker ellenére a csata után az akkor megérkező Sir Hew Dalrymple gibraltári kormányzó átvette tőle a főparancsnokságot. Az óvatos Dalrymple megtiltotta Wellesley-nek a franciák üldözését, majd augusztus 31-én tűzszünetet kötött Junot-val, sőt brit hajókkal szállította haza a francia csapatokat, minden felszerelésükkel együtt. A sintrai egyezmény brit és portugál körökben egyaránt felháborodást keltett és Dalrymple-t, valamint Wellesley-t visszahívták Angliába, ahol bíróság elé állították őket. A kormányzót bűnösnek találták, de Wellesley-t, aki feljebbvalója nyomására aláírta ugyan a tűzszünetet, de az egyezményt nem, felmentették.
Eközben Napóleon veterán csapatai élén személyesen vonult Spanyolországba, hogy leverje a spanyolok felkelését. Az ibériai brit csapatok új parancsnoka, John Moore 1809 januárjában elesett a coruñai csatában.
A brit szárazföldi expedíciók rendre kudarccal zárultak, ennek jó példája volt az 1809-es katasztrofális walchereni hadjárat. Bár a helyzet Ibériában sem volt rózsás, a portugál népfelkelők segítségével megvolt az esélyük, hogy sikerrel szálljanak szembe a franciákkal és jelentős erőket kössenek le. Wellesley memorandummal fordult Lord Castlereagh hadügyminiszterhez, melyben rámutatott arra, hogy portugál hegyvidék jól védhető és Lisszabon megfelelő bázist biztosíthat a tengereket uraló brit flottának. Castlereagh elfogadta a javaslatát és kinevezte a portugáliai brit erők főparancsnokává.
Wellesley 1809. április 22-én érkezett vissza Portugáliába (amelyet időközben ismét megszállt a francia Soult marsall) a HMS Surveillante fregatt fedélzetén. Miután megszervezte erőit, gyors offenzívát indított, meglepetésszerűen átkelt a Dourón és Portónál megfutamította a franciákat. Soult kénytelen volt ágyúi és utánpótlása hátrahagyásával elmenekülni, hogy elkerülje a megsemmisítést.

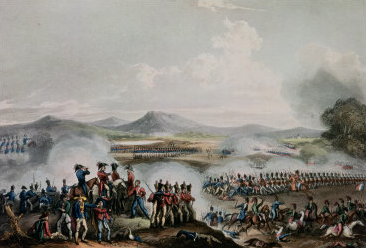
A talaverai csata (William Heath képe)

Miután biztosította Portugáliát, Wellesley átvonult Spanyolországba, hogy csatlakozzon Cuesta tábornok erőihez. Úgy tervezték, hogy a Talaverában állomásozó Victor marsallt támadják meg, de Cuesta késlekedése miatt a franciák visszavonulhattak. Cuesta az üldözésükre indult, de szembe találta magát a toledói és madridi helyőrséggel megerősített Victorral, ezért pánikszerűen menekülni kezdett és a briteknek kellett fedeznie visszavonulását. Másnap, július 27-én a talaverai csatában a franciák három oszlopban, több alkalommal támadtak, de Wellesley mindannyiszor visszaverte őket, bár eközben csapatai súlyos veszteségeket szenvedtek.
Ezt követően Wellesley megtudta, hogy Soult marsall dél felé vonul, hogy elvágja őt Portugáliától. 1500 sebesültjét a spanyolokra bízva elé indult, de időközben megtudta, hogy Soultnak nem 15 ezer, hanem kétszer annyi embere van. Gyors lépéssel elfoglalta a Tajo folyó hídját, hogy fedezze visszavonulását. Eközben a spanyolok hátrahagyták a brit sebesülteket, akiket a franciák elfogtak; ezenkívül nem adták át a korábban megígért utánpótlást sem, ezért Wellesley viszonya a spanyol tábornokkal megromlott. A rosszul ellátott, túlerőben levő ellenség által fenyegetett (híre ment, hogy maga Napóleon veszi át az irányítást) brit kontingens visszavonult Portugáliába.
A talaverai győzelmet követően 1809. augusztus 26-án Wellesley főnemesi rangot kapott a királytól, Talavera és Wellington (a somerseti városka után) vikomtjává nevezték ki.
1810-ben egy jelentős francia hadsereg André Masséna vezetésével benyomult Portugáliába. A brit kormány és hadvezetés úgy vélte, hogy mielőbb vissza kell vonni a brit csapatokat az országból, de Wellington a buçacói csatával lelassította a francia előrenyomulást, majd kiderült hogy titokban erődrendszerrel zárta le a Lisszaboni-félszigeten a fővároshoz vezető utat, aminek két oldalát a flotta hajói biztosították. A feltartóztatott franciák utánpótlási nehézségekkel küzdöttek, végül hat hónap után kénytelenek voltak visszavonulni. Wellington üldözőbe vette őket, de Ney marsall ellentámadásai miatt nem ért el eredményt.

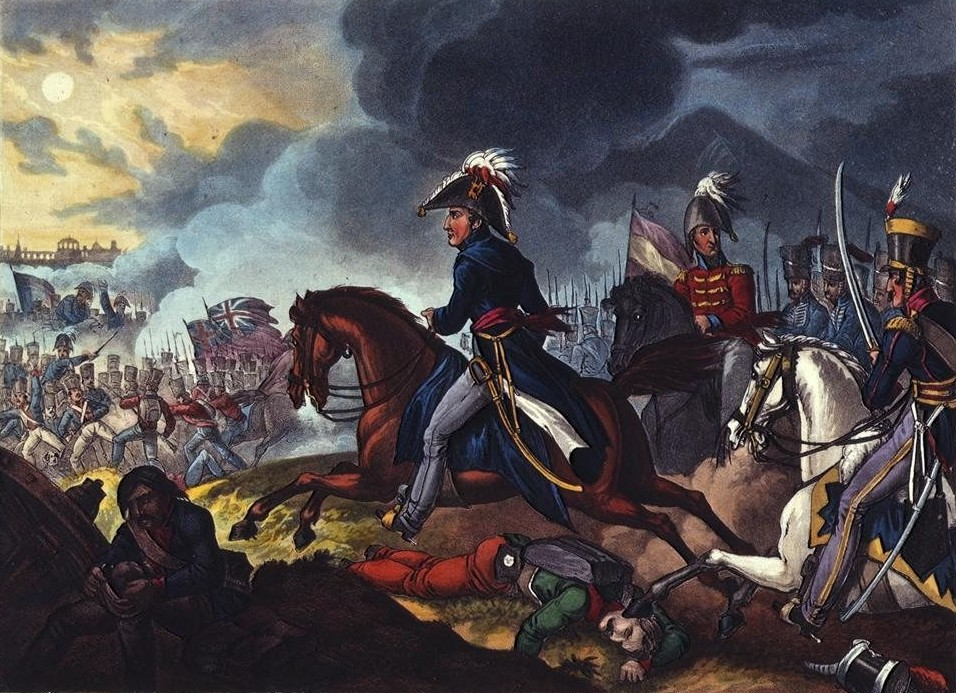
Wellington a salamancai csatában

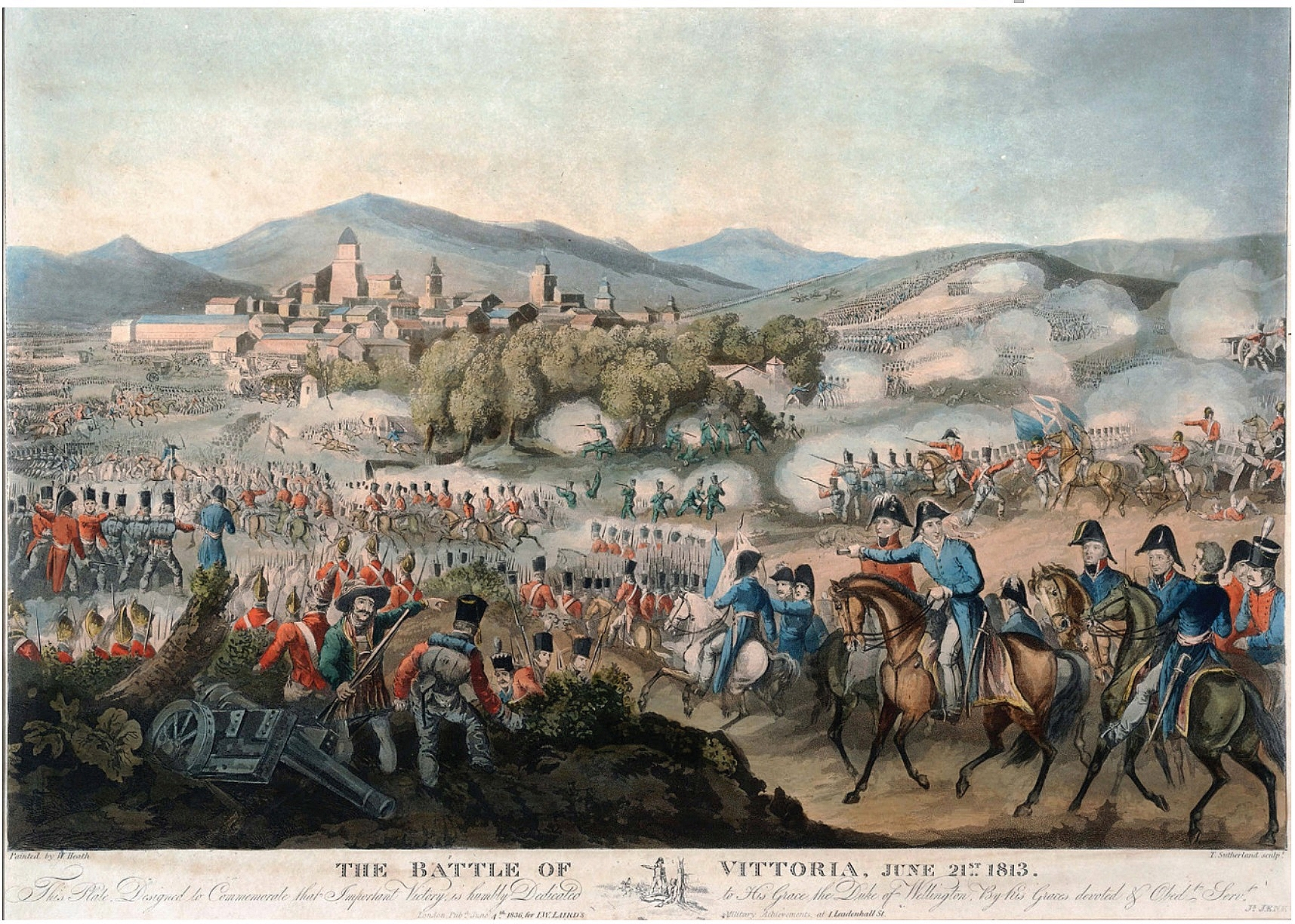
A vitoriai csata

A következő évben Masséna visszatért, hogy felmentse a brit-portugál csapatok által ostromolt Almeida erődjét. Wellington visszaverte a létszámfölényben lévő franciák támadását, de Masséna elvonulása után néhány nappal az erőd francia helyőrsége éjjel kiszökött az ostromgyűrűből. Ezzel párhuzamosan egyik alvezére, William Beresford Albueránál véres, de eldöntetlen ütközetet vívott Soult Déli hadseregével. Wellingtont július 31-én vezérezredessé léptették elő.
1812-ben Wellingtonnak sikerült meglepetésszerűen elfoglalnia Ciudad Rodrigo erődjét, amely a Portugáliába vezető hegyvidéki utat ellenőrizte. Ezt követően gyorsan délnek fordult és egyetlen éjszakai rohammal bevette a másik kulcsfontosságú erődöt, Badajozt. Az utóbbi a háború legvéresebb ostromai közé tartozik, a támadók kb. 4800-8500, a védők 1500 embert vesztettek.
Wellington ekkor már megfelelő hadsereggel rendelkezett, veterán brit csapatait kellően kiképzett portugál egységekkel egészítette ki. Júniusban legyőzte a franciákat a salamancai csatában, ahol ügyesen kihasználta a Marmont tábornok sebesülését követő zűrzavart az ellenséges hadvezetésben. Ezt követően a franciák kénytelenek voltak feladni Madridot. A győzelmeket gyors elismerések követték: Wellington februárban grófi, augusztusban márkii címet kapott.
A britek ezután Burgos erődjét vették ostrom alá, amely a francia határhoz vezető útvonalat ellenőrizte. A megfelelő tüzérség hiányában azonban kénytelenek voltak visszavonulni, miután a rohamok során kétezer embert veszítettek. Soult és Marmont ezt követően feladták Andalúziát és egyesítették erőiket, amivel létszámfölényre tettek szert. A veszélyes helyzetbe került Wellington inkább visszavonult Portugáliába; Soult marsall inkább nem követte.
1813-ban Wellington új offenzívát nyitott, ezúttal Burgostól északra, hogy elvágja az ibériai francia erőket. Utánpótlási vonalait is az északi spanyol tengerpartra irányította át. Napóleon a katasztrofális oroszországi hadjárat után visszahívta spanyolországi csapatait, ezért franciák kiürítették Madridot, majd Burgost. Északi haladásukat azonban június 21-én Vitoriánál Wellington megállította és szétverte a Joseph Bonaparte vezette hadsereget. Az angol fővezér személyesen vezette a francia zöm ellen támadó hadoszlopot. Ez a csata inspirálta Beethoven zeneművét, a "Wellington győzelmé"-t (Opus 91). A brit katonák a menekülő ellenség üldözése helyett inkább azok táborát fosztogatták. A fegyelem ilyen súlyos megsértése vezetett Wellington tőle szokatlan, híres kirohanására Lord Bathursthoz írott levelében: "A föld söpredéke szolgál nálunk közkatonák képében".
Miután elfoglalta Pamplonát, a tengerparti San Sebastiánt vette ostrom alá, de a francia helyőrség makacsul ellenállt, és miután a rohamok során közel 400 embert vesztettek, 300 pedig fogságba esett, a britek inkább blokád mellett döntöttek. Soult felmentési kísérletét a spanyolok a San Marcial-i csatával megakadályozták és szeptemberre a város megadta magát. Wellington ezután üldözőbe vette Soult visszavonuló hadseregét és utóvédharcokra kényszerítette a Pireneusoknál, Bidassoánál és Nivelle-nél. Wellington Franciaországba is követte az ellenséget, amelyet a Nive folyónál és Orthez városánál is megvert. Utolsó csatájára Soulttal Toulouse-nál került sor, ahol a rohamozó britek súlyos, 4600 fős veszteségeket szenvedte. Ezt követően megérkezett Napóleon lemondásának híre, Soul pedig, aki értelmetlennek ítélte a további harcot, fegyverszünetet kötött Wellingtonnal, majd kiürítette a várost.

#### Napóleon lemondása után

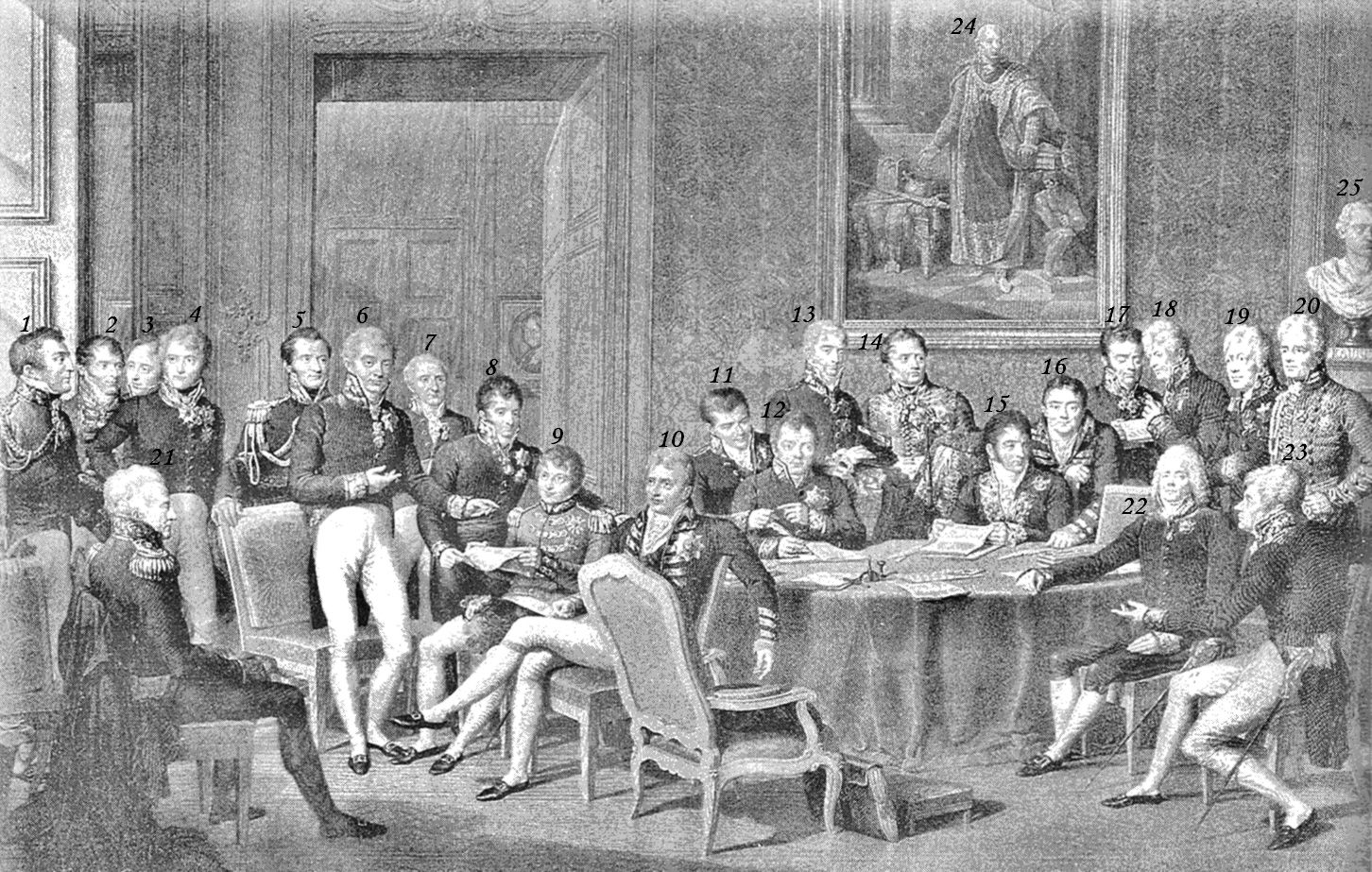
Wellington (bal szélen) a bécsi kongresszuson

A hősként ünnepelt Wellington 1814. május 3-án hercegi (és emellett Douro márkijai) címet kapott. Emellett VII. Ferdinánd spanyol király is főnemessé, Ciudad Rodrigo hercegévé nevezte ki és megengedte neki, hogy megtartsa a királyi műgyűjteményből azokat a képeket, amelyeket a franciáktól szerzett vissza. Nem csak katonai győzelmei miatt ünnepelték; alakja jól illett a romantika hősi eszményéhez és jellegzetes ruházkodási stílusa (tollforgós kétcsúcsú fekete kalap, klasszikus egyenruhakabát, fehér nadrág) is divatossá vált.
1814 végén a miniszterelnök felkérte, hogy utazzon Kanadába és vegye át az Egyesült Államokkal vívott háború vezetését. Wellesley elfogadta az utasítást, de úgy vélte, hogy értelmetlen az észak-amerikai háborút tovább húzni, mert patthelyzet állt elő és és egyik fél sem követelhetett a másiktól területet. Végül párizsi nagykövetté nevezték ki, majd átvette Lord Castlereagh helyét a bécsi kongresszuson. A tárgyalások során azt az álláspontot képviselte, hogy ne büntessék túlságosan Franciaországot és hagyják meg az európai nagyhatalmak között. 1815. január 2-án Wellington megkapta a Fürdőrend nagykeresztjét.

### Waterloo
1815. február 26-án Napóleon megszökött Elba szigetéről és visszatért Franciaországba. Májusra visszaszerezte az ország fölötti irányítást, de ekkorra újabb szövetség szerveződött ellene. Wellington Bécsből Hollandiába utazott, hogy átvegye a parancsnokságot a brit–német–holland haderő fölött. A közelben tartózkodó porosz hadsereget Gebhard Leberecht von Blücher marsall vezette.
Napóleon arra törekedett, hogy izolálja a szövetséges és porosz hadseregeket és külön-külön semmisítse meg őket, még mielőtt az osztrák és orosz erők megérkeznének. Tervei szerint ha sikerrel jár, a koalíció ereje megroppan és különbékét köthet Ausztriával és Oroszországgal.
A franciák benyomultak Hollandiába, ahol Napóleon a lignyi csatában legyőzte a poroszokat, míg Ney marsall a Quatre Bras-i csatában feltartotta Wellingtont. Blücher északra vonult vissza Wavre-ig. Wellington követte, míg Waterloo kisváros mellett megfelelő helyet nem talált az újabb ütközetre, ahol a Brüsszelbe vezető út egy sekély völgyön haladt át; ennek északi pereménél megállt. Június 17-én heves zivatarok áztatták el a talajt és nehezítették meg a további manőverezést a másnapi ütközetben. Wellington ekkor találkozott először Napóleonnal. Vegyes összetételű 73 ezres hadseregében 26 ezren voltak a britek (és ezek mintegy 30%-a volt ír).

#### A csata

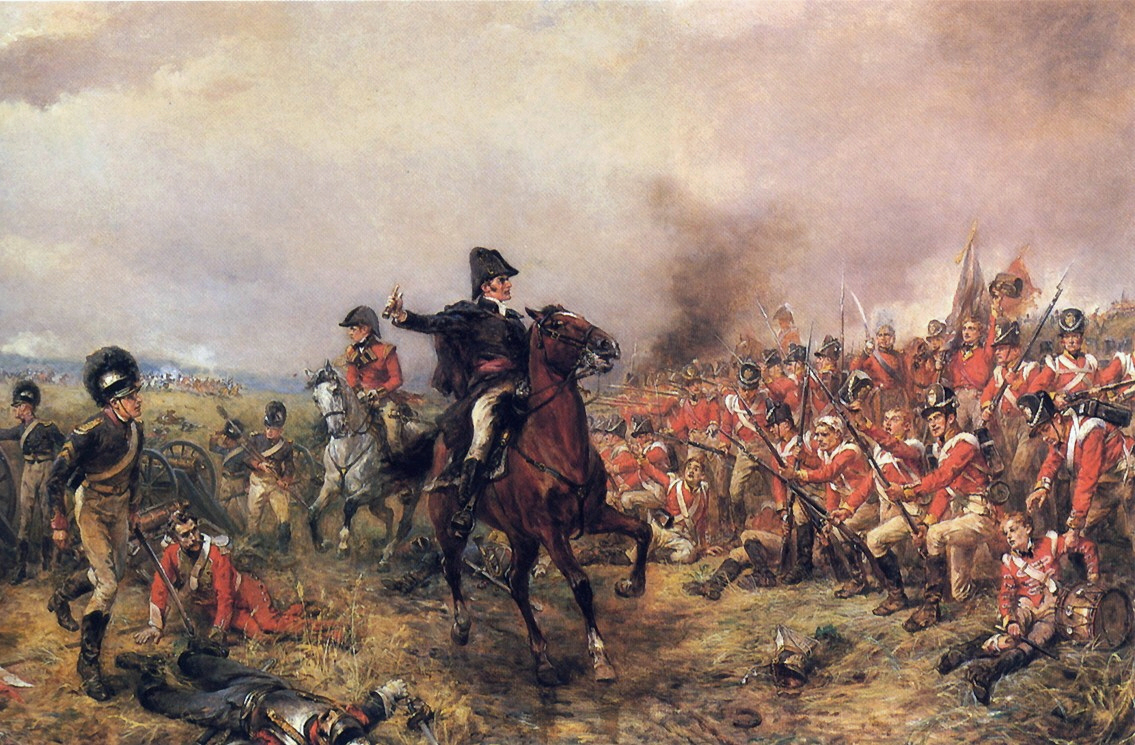
Wellington Waterloonál (Robert Alexander Hillingford képe)

A waterlooi csata a franciák elterelő hadműveletével kezdődött a Hougoumont majorságnál. Ezt követően 80 ágyú tüzérségi előkészítése után D'Erlon gróf gyalogsága középen megtámadta a szövetségesek előhadait, amelyek erre rendetlenül visszaözönöltek a dombtetőn álló főerőkhöz. D'Erlon katonái megrohamozták az útjukban álló, fallal körbevett La Haye Sainte majorságot, de nem tudták elfoglalni és ekkor Thomas Picton megrohamozta őket. A véres összecsapásban maga Picton is elesett. Ekkor Lord Uxbridge két lovasdandárral a segítségükre sietett és sikerült leűznie a franciákat a lejtő aljáig. Eközben azonban elszakadt a saját állásaitól és a rájuk rontó francia lovasság súlyos veszteségeket okozott soraikban.
Délután négy körül Ney marsall mozgást észlelt Wellington derékhadában, amiről úgy gondolta hogy a szövetségesek vissza akarnak vonulni (valójában a korábbi összecsapásokból visszavonult katonák húzódtak a hátsó sorokba). Úgy vélte, hogy kihasználhatja a csatarend megbomlását és – mivel gyalogsága részben Hougoumont-nál, részben a francia jobb szárny védelménél volt lekötve – lovasrohamot indított az ellenséges közép ellen.
Fél öt körül kelet felől megérkeztek a csatamezőre a poroszok. Bülow a Frichermont–La Haie  régióba előreküldte a 15. dandárját, hogy kapcsolódjon Wellington bal szárnyával. Napóleon Lobaut küldte a poroszok feltartóztatására, de a porosz dandár visszanyomta őket és Von Hiller dandárja is a francia tartalékokat fenyegette Plancenoit majorságnál. Napóleon a tartalék Ifjú Gárda mind a nyolc zászlóalját Lobau megsegítésére küldte, de azok nem boldogultak így a Régi Gárdából további két zászlóaljra volt szükség, hogy visszafoglalják Plancenoit-t.
Eközben a francia lovasság hiábavalóan rohamozta a négyszögekbe állt brit gyalogságot és közben súlyos veszteségeket szenvedett. Maga Ney alól is négyszer lőtték ki a lovát. A marsall belátta hogy nem boldogul és együttes lovas-gyalogos támadást szervezett a még harcképes hadtestekből. Az újabb támadás ugyanazt az útvonalat követte, mint a korábbi nehézlovas-roham.

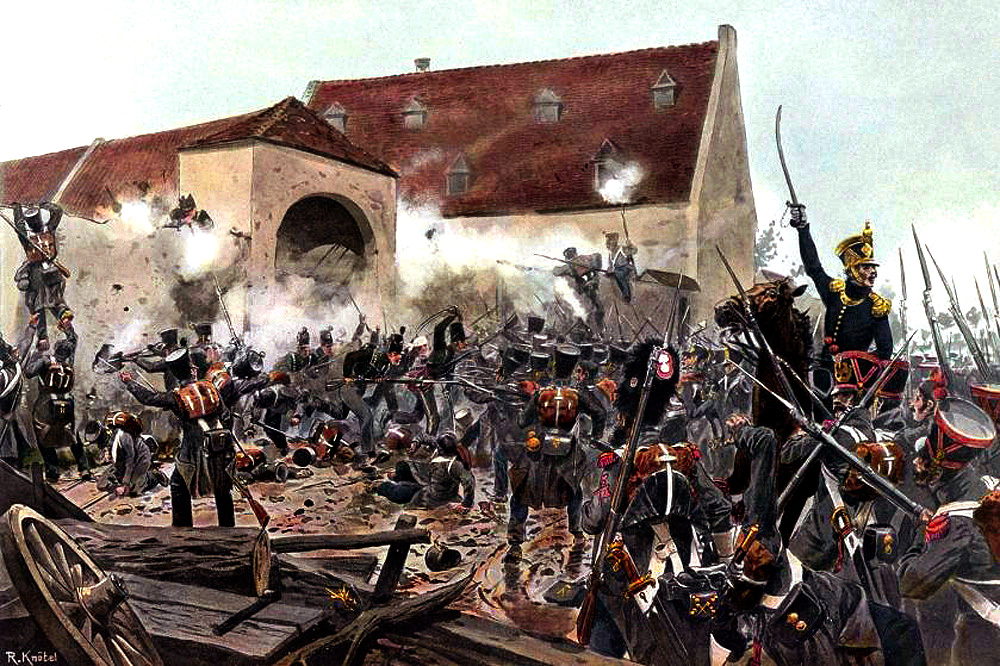
La Haye Sainte ostroma

Nagyjából ezzel egyidejűleg Napóleon utasította Neyt, hogy mindenáron foglalja el La Haye Sainte-ot, amit az D'Erlon hadtestének maradékával este hat órára véghez vitt. Ney ezt követően lovastüzérséget vitt Wellington védekezésre beállt derékhadához és kartáccsal lövetni kezdte a gyalogság négyzeteit. Ezzel gyakorlatilag megsemmisítette a britek 27. ezredét, a 30. és 73. ezred pedig olyan súlyos veszteségeket szenvedett, hogy össze kellett vonni őket egy védekezőképes négyzet kialakításához. Wellington derékhada közel állt az összeroppanáshoz, de ekkor két porosz hadtest a balszárnyról átvonult és megerősítette a meggyengült centrumot.
A franciák ekkor már az egész arcvonalon hevesen támadták a koalíció erőit és a csata csúcspontján, este fél nyolckor Napóleon bevetette az eddig tartalékban tartott Császári Gárdát. Az öt zászlóaljból álló gárda három ponton támadott, La Haye Sainte-től nyugatra. Két zászlóaljnyi gránátos megfutamította a koalíciós első vonalat, mire Chassé viszonylag pihent hollandjaival és tüzérséggel próbálták megállítani őket, de sikertelenül. Chassé ezután főerőivel támadt az eddigre létszámhátrányba került gránátosokra, akik meginogtak, majd menekülni kezdtek.

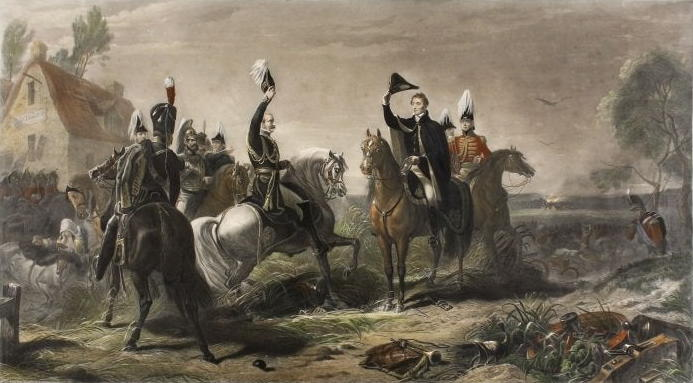
Wellington és Blücher találkozása a csata után

A Gárda másik támadó ékét, két lövészzászlóaljat Peregrine Maitland 1500 gyalogos gárdistája állította meg sortüzével, majd szuronyrohammal megfutamította őket. A harmadik támadó francia ék visszaverte a bajtársaikat üldöző briteket, de az 52. brit könnyű-gyalogosezred oldalba támadta őket, mire kénytelenek voltak meghátrálni.
A Gárda vereségének híre megroppantotta a francia hadsereg morálját: "La Garde recule. Sauve qui peut!" ("A Gárda hátrál. Mindenki mentse magát!"). Wellington ekkor felállt a kengyelben és kalapját lengetve általános rohamot vezényelt. Keleten a poroszok is áttörték a francia vonalakat, mire Napóleon egész serege rendetlenül menekülni kezdett.
A csata után Wellington és Blücher egy fogadóban találkozott és megegyeztek, hogy a poroszok fogják visszakergetni Napóleont Franciaországba.
Wellington javaslatára York hercege minden egyes, a waterlooi hadjáratban részt vevő katonát kitüntetett a Waterloo-éremmel.

## Politikai pályafutása
1818 decemberében Lord Liverpool miniszterelnök kinevezte Wellingtont a tüzérség és hadianyagellátás főparancsnokává. Emellett 1819 októberétől ő látta el Plymouth kormányzójának tisztét. 1827 januárjában kinevezték a brit hadsereg főparancsnokának, a következő hónapban pedig a londoni Tower – jórészt ceremoniális feladatokat ellátó – kapitányának.

### Miniszterelnöksége

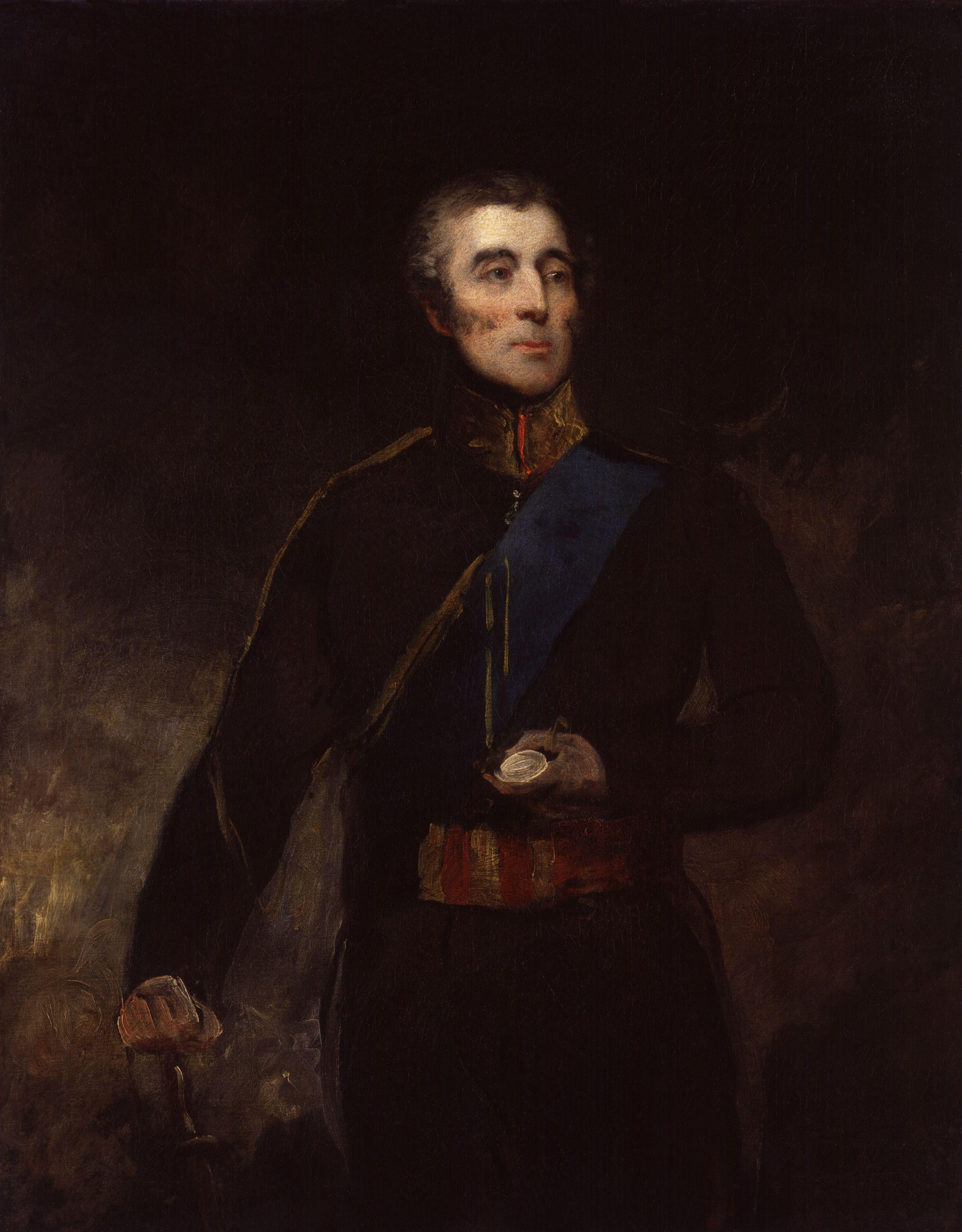
Wellington mint miniszterelnök (John Jackson képe, 1830–31)

1828 januárjában a whig–mérsékelt tory koalíciót összetartó Goderich miniszterelnök lemondott. IV. György király egy tory kormányzást stabilabbnak vélt, így a párt ekkorra prominenssé vált személyiségét, Wellingtont kérte fel a kormányalakításra, aki – miután elfogadta a felkérést – lemondott főparancsnoki tisztségéről.
Wellington először nem költözött be a kormányfők hagyományos rezidenciájába, a Downing Street 10.-be, mert túl kicsinek találta. Erre csak hét hónappal később került sor, amikor saját házát, az Apsley-házat renoválni kezdték. Miniszterelnökként jelentős szerepet játszott a King’s College London megalapításában. 1829 januárjában a király kinevezte őt az Öt kikötő lordkapitányává (ami szintén egy ceremoniális, kitüntető méltóság).
Miniszterelnökségének legfontosabb kérdése a katolikusok egyenjogúsítása, emancipációja volt. A katolikusok (alapvetően az írek) számos területen hátrányt szenvedtek az országban, többek között nem lehettek londoni parlamenti képviselők (mert a törvény szerint azoknak egyházfőként kellett elismerniük a királyt, ezt pedig a katolikusok nem tehették meg). Az ír katonáknak csak 1811-ben engedték meg hogy szabadon gyakorolják a vallásukat. Az emancipációs törvényjavaslatot azután nyújtották be, hogy egy írországi időközi választáson nagy többséggel Daniel O'Connellt választották meg, aki a fenti szabály miatt el sem foglalhatta helyét a parlamentben. Wellington támogatta a törvényt és a változástól mereven elzárkózó Lordok Házában pályafutása egyik leghatásosabb beszédét mondta el. Ő maga Írországban nőtt fel és jól ismerte a katolikusok sérelmeit. Korábban ír kormányzóként is ígéretet tett, hogy a diszkriminációs törvényeket a lehető "legenyhébben" fogják alkalmazni. A törvényt végül 109 szavazatnyi többséggel fogadták el. A toryk közül sokan ellene voksoltak és a javaslat csak az ellenzéki whigek segítségével emelkedett törvényerőre. Maga a király is vonakodott aláírni a törvényt, de Wellington azzal fenyegetőzött, hogy lemond, ha nem teszi meg.

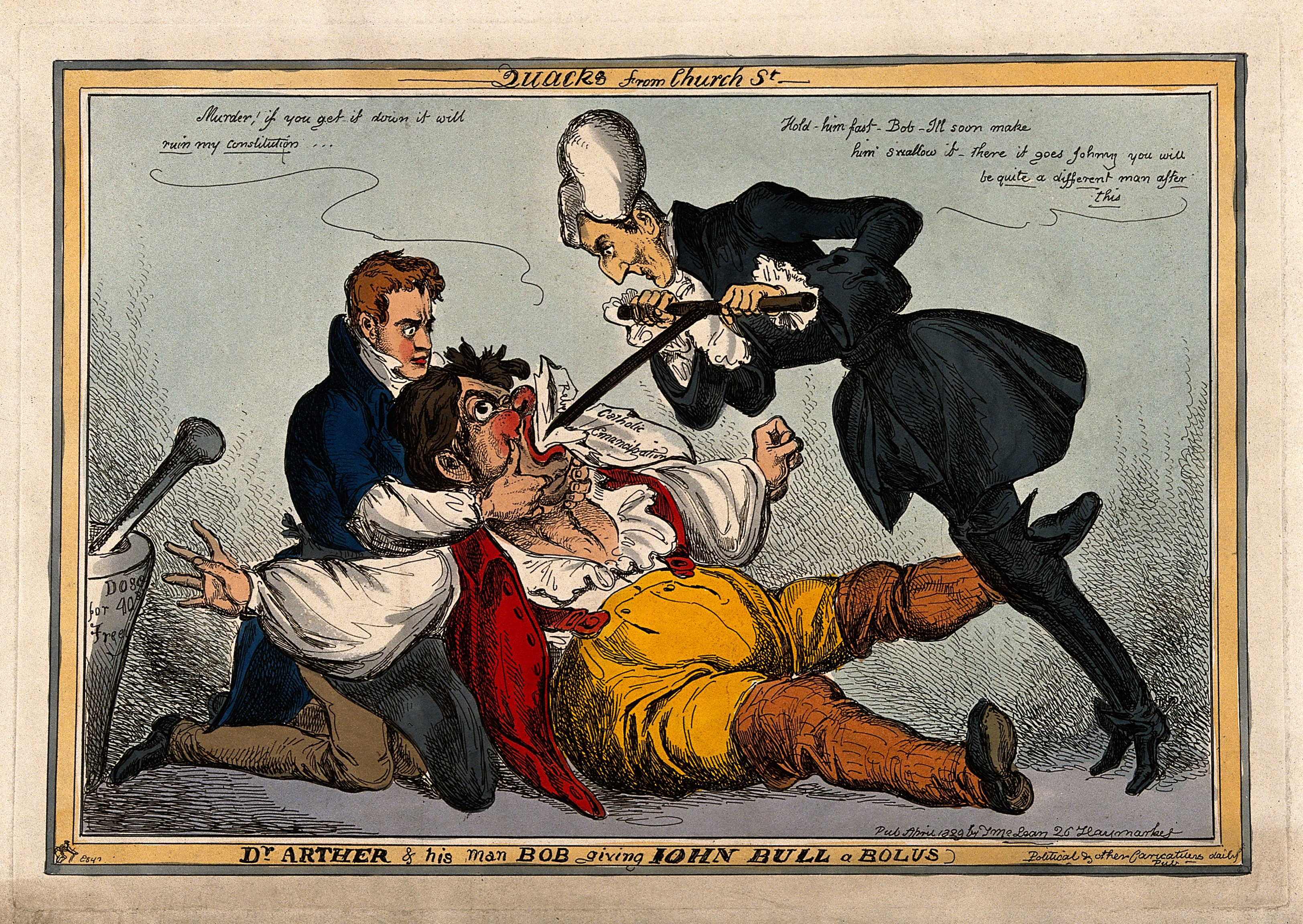
Wellington és Peel erővel lenyomják John Bull torkán a katolikus emancipációt (karikatúra, 1829)

A katolikusok emancipációját követően Winchilsea grófja azzal vádolta meg a miniszterelnököt, hogy „ármányos tervével aláássa szabadságjogainkat és beengedi a pápistákat az állam minden szegletébe”. Wellington válaszul párbajra hívta ki a grófot. A párbajra 1829. március 21-én került sor. Winchilsea leengedett karral hagyta hogy Wellington célozzon, ám a miniszterelnök jóval elvétette ellenfelét, állítása szerint szándékosan. A gróf erre a levegőbe lőtt, mire mindketten úgy érezték hogy eleget tettek a becsület követelményeinek, Winchilsea pedig később írásban kért bocsánatot Wellingtontól.
Wellington ebben az igen népszerűtlen korszakában kapta a Vasherceg (Iron Duke) melléknevet, rendíthetetlen politikai akaratára utalva. Megjelenéseikor, mint a Liverpool-Manchester vasút megnyitásakor, a tömeg gyakran ellenségesen fogadta.
Wellington kormánya 1830-ban megbukott. Tavasszal és ősszel Dél- és Kelet-Anglia-szerte zavargásokra került sor, a munkanélkülivé vált parasztok szétverték a mezőgazdasági gépeket. Az ellenzéki whigek politikai reformokat, a választási rendszer liberalizációját követelték a lázongások lecsillapítására, de Wellington hallani sem akart reformokról. November 15-én bizalmatlansági szavazást kezdeményeztek ellene a parlamentben, amit elveszített.

### A választási reform

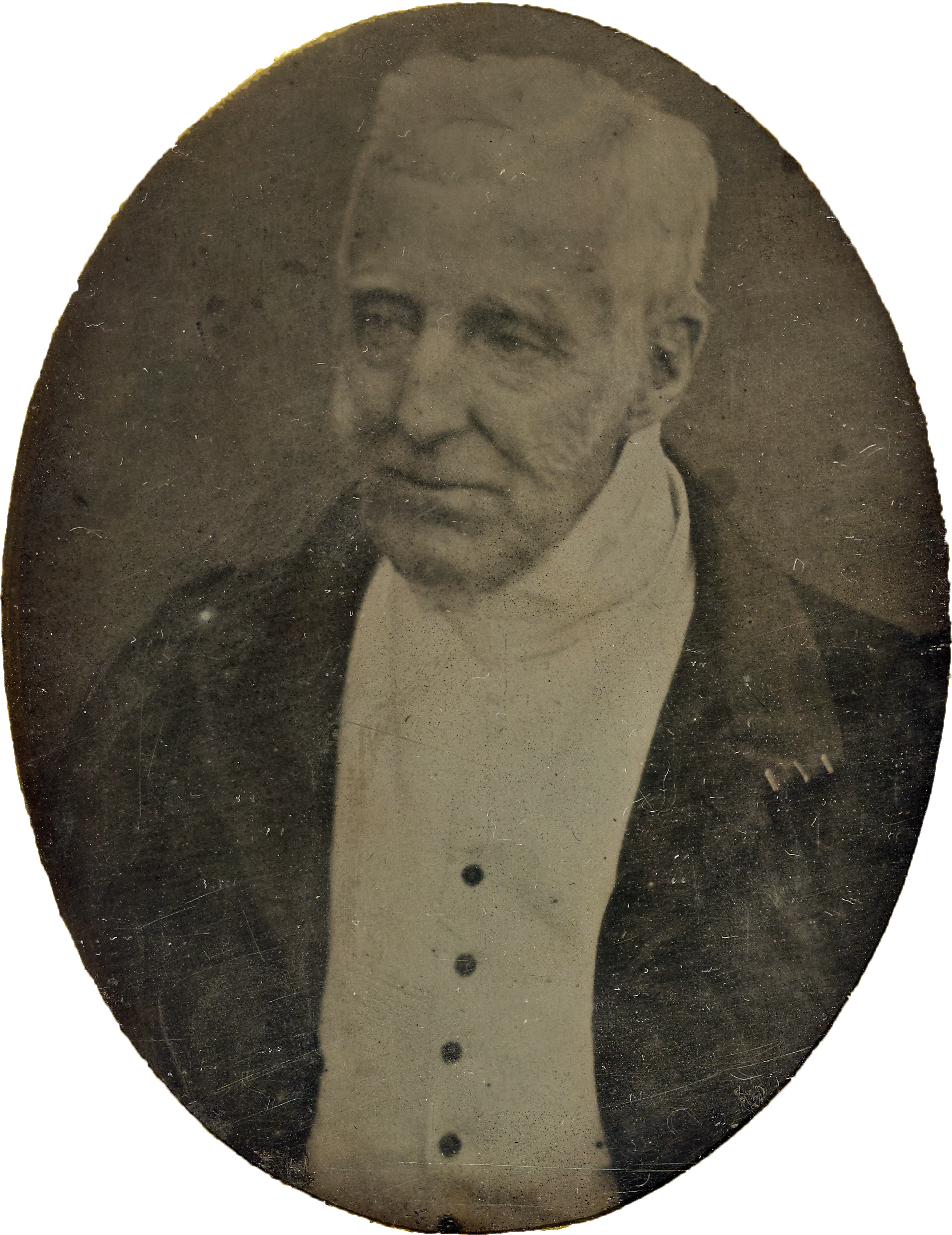
A 74 éves Wellington dagerrotípiája (1844)

Az új whig kormány Charles Grey vezetésével kidolgozta a a sok szempontból elavult választási rendszer megreformálását. Eltörölték a kis létszámú (sok esetben egy-két tucat választópolgárból álló) körzeteket és jelentősen kibővítették a választásra jogosultak körét. A toryk ellenezték a reformot és a törvény 1831-es benyújtása utűán a második olvasatban elbukott. Grey kezdeményezte a királynál a parlament feloszlatását, majd az ezt követő választáson a whigek elsöprő győzelmet arattak. Az új parlament elfogadta a reformot, de a tory többségű Lordok Háza elutasította. A politikai feszültség már a felkelés határát súrolta, a tömeg többször tüntetett Wellington háza előtt és beverték az ablakait; emiatt erős, puskagolyót is megállító vasredőnyöket szereltetett fel. A törvény felsőházbeli elutasítása után Grey lemondott és a király Wellingtont bízta meg a kormányalakítással, ő azonban nem talált elegendő támogatottságot, mert a politikai hangulat odáig jutott, hogy sokan az adófizetés megtagadását és a megtakarítások bankból való kivételét szorgalmazták. IV. Vilmos király végül azzal fenyegette meg a felsőházat hogy annyi új főnemest kreál, amennyi elég a törvény elfogadtatására és a Lordok Háza végül – Wellington szorgalmazására – beadta a derekát, Grey pedig visszakapta a kormányfői széket. Wellington később hangoztatta, hogy csak a politikai nyomás hatására fogadta el a reformot. Az új, megreformált parlament első összeülésekor állítólag megjegyezte: "Életemben nem láttam még ennyi botrányosan ronda kalapot.".
Bár a katolikusok egynjogúságát támogatta, a zsidók emancipációját határozottan ellenezte. A törvény 1833-as vitájakor kijelentette, hogy Anglia "keresztény ország és keresztény a törvényhozása; ennek az intézkedésnek a hatására pedig ezen jellege megszűnne." A törvény 104 szavazattal 54 ellenében elbukott.

### Az újabb konzervatív kormány idején
Wellingtont Robert Peel váltotta a tory párt élén, aki átnevezte a szervezetet Konzervatív Párttá. 1834 novemberében a whig kormány megbukott és Vilmos király Wellingtont kérte fel a kormányzásra, ő azonban ezt visszautasította és Peelt ajánlotta maga helyett. Peel azonban éppen Itáliában tartózkodott és a herceg elvállalta, hogy visszatértéig, három hétig viszi az ország ügyeit. Peel első kabinetjében (1834–1835) külügyminiszteri, a másodikban (1841–1846) tárca nélküli miniszteri posztot kapott, valamint ő vezette a Lordok Házát. 1842 augusztusában, Lord Hill lemondása után elvállalta a hadsereg főparancsnoki posztját.
Wellington 1828-tól 1846-ig vezette a Konzervatív Pártot miniszterelnökként vagy a Lordok Háza vezetőjeként. Egyes történészek megátalkodott konzervatívként mutatták be, de újabban az az általános nézet, hogy ravasz politikus volt, aki machinációit a politikában járatlan vén katona álarca mögé rejtette. Míg korábban a Lordok Háza a korona automatikus támogatójának számított, Wellington idején igyekezett politikai manőverekkel támogatni a földbirtokos osztály érdekeit. Wellington rendszeresen rendezett estélyeket, vacsorákat a házában és közeli kapcsolatot ápolt a párt alsóházi képviselőival, valamint a lordokkal. Míg eleinte szélsőjobboldali, reformellenes beszédeket tartott, később inkább mérsékeltnek, centristának mutatkozott, különösen amikor Peelnek a felsőház támogatására volt szüksége.

## Családja

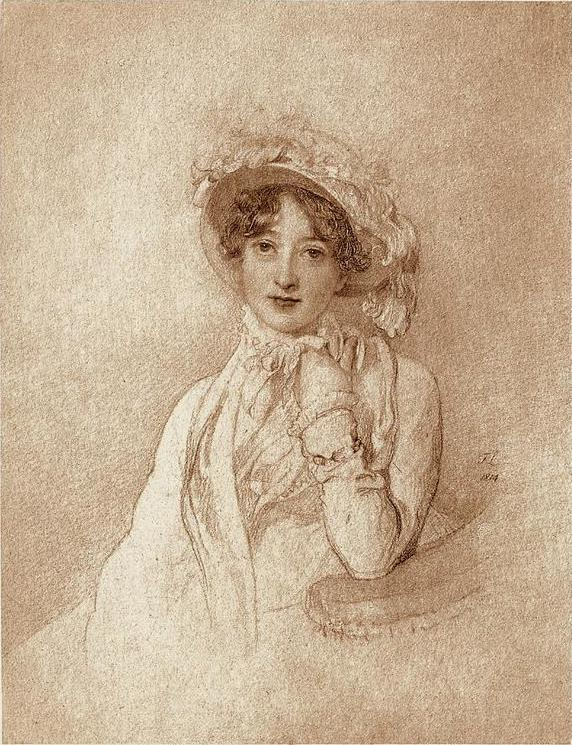
Kitty Pakenham, Wellington felesége

Wellesley-t és menyasszonyát, Kitty Pakenhamet fivére, a papi pályát választó Gerald adta össze 1806. április 10-én a dublini Szt. György-templomban. Két gyerekük született: Arthur 1807-ben és Charles 1808-ban. Házasságuk boldogtalan volt és javarészt külön éltek; sokáig kényszerűségből az ibériai háború miatt, de a helyzet utána is fennmaradt. Kitty depresszióssá vált, Wellesley pedig számos alkalommal megcsalta. Kitty főleg hampshire-i kastélyukban, Wellesley pedig a londoni Apsley House-ban élt. Kitty öccse, Edward Pakenham Wellesley alatt szolgált a félszigeti háborúban és sokat tett a házasfelek viszonyának enyhítéséért, míg 1815-ben el nem esett a New Orleans-i csatában.

## Visszavonulása
Wellington 1846-ban, 77 évesen visszavonult a politikától, bár főparancsnoki címét megtartotta és 1848-ban egy rövid időre visszatért a rivaldafénybe, amikor az európai forradalmi hullám miatt segített megszervezni London rendvédelmét. 1846-ban a Konzervatív Párton belül szakadás állt be a magas gabonavámok eltörlése miatt, ahol Wellington Peelt támogatva a liberálisabb oldalon állt; ezzel szemben Lord Derby és legtöbb képviselőjük a protekcionista álláspontot védte. 1852-ben Derby rövid életű kormánya Wellington miatt kapta a "Ki? Ki? kormány" gúnynevet, mert az akkor már jórészt süket, idős herceg a kormánytagok listájának felolvasásakor ezt kérdezgette. 1850-ben kinevezták a Hyde Park és a St. James’s Park igazgatójának. Felesége 1831-ben rákban meghalt; boldogtalan házasságuk és különélésük ellenére Wellingtont mélyen megindította halála. Néhány évvel később, 1834-ben újabb csapás érte, amikor legközelebbi bizalmasa és barátnője (de életrajzírói szerint nem szeretője), Harriet Arbuthnot áldozatául esett a kolerajárványnak. Harriet halálát legalább annyra gyászolta, mint a férje (Charles Arbuthnot, szintén tory politikus), aki ezután Wellingtonhoz költözött az Apsley House-ba.

### Halála

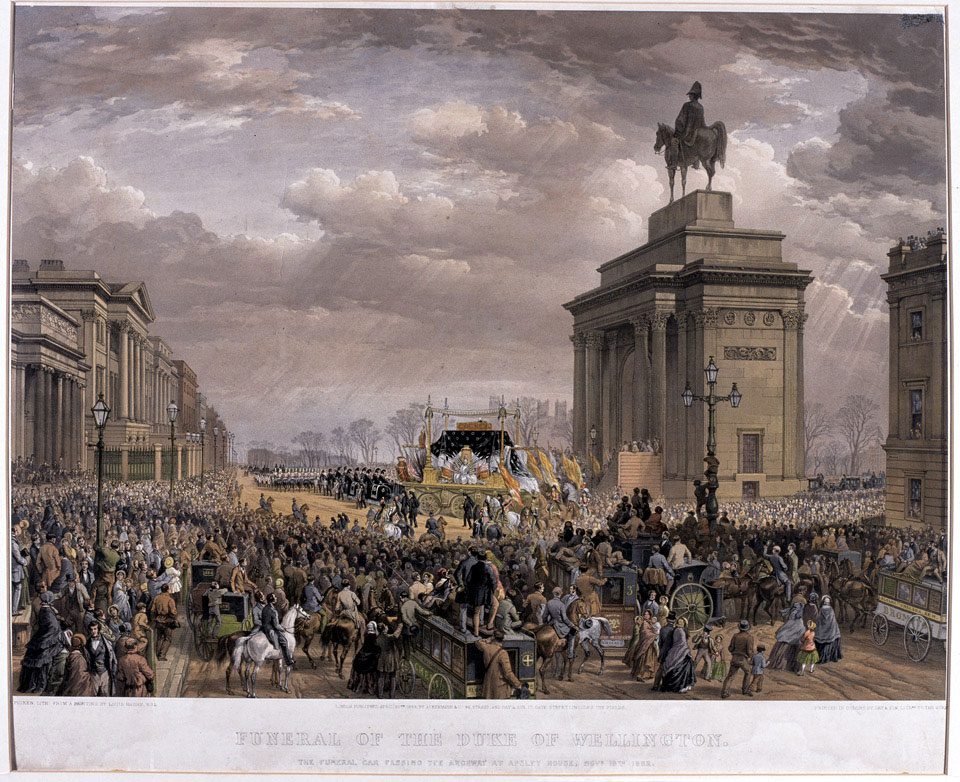
Wellington temetési menete

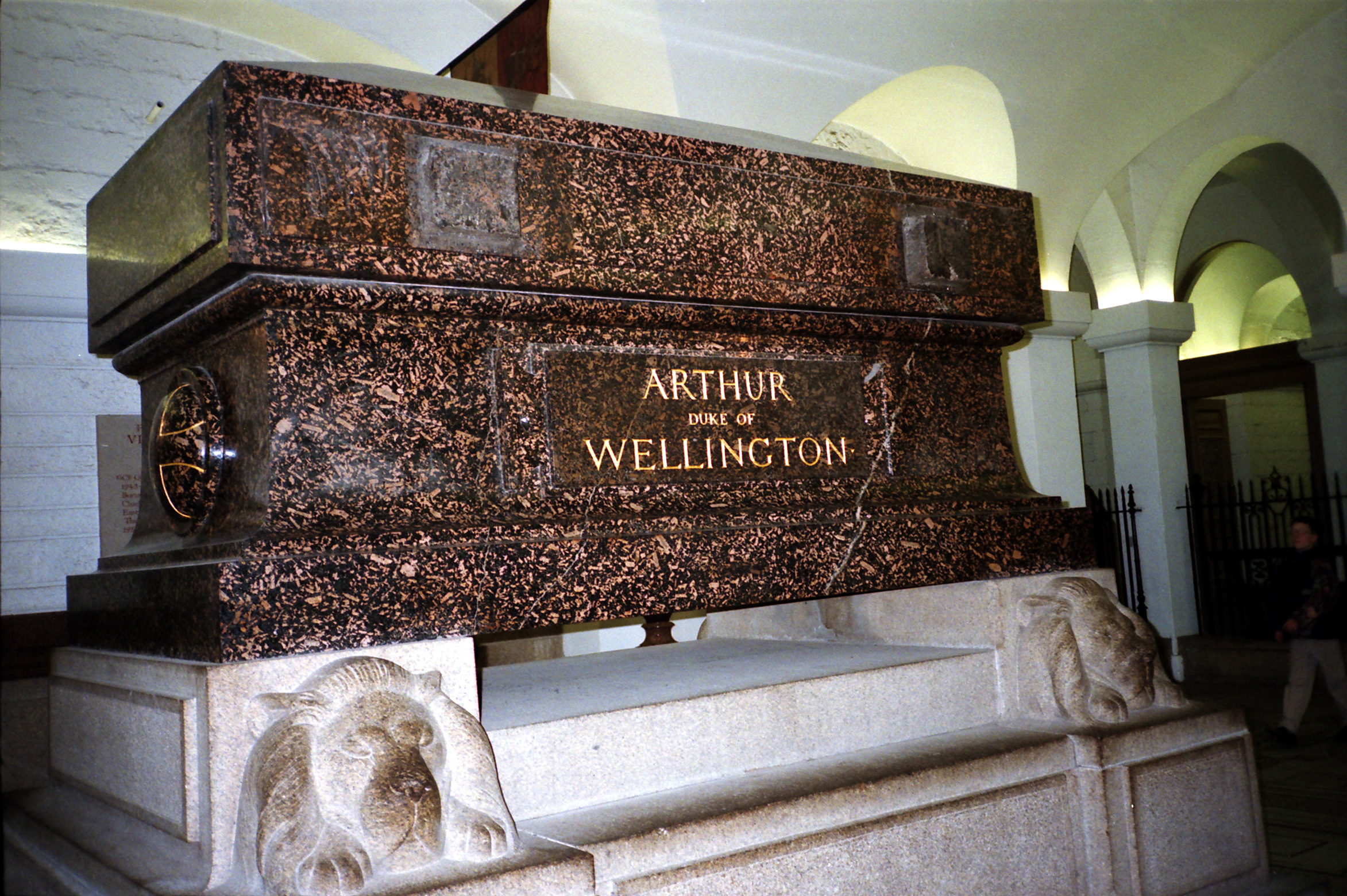
Wellington sírja a Szt. Pál-székesegyházban

Wellington 83 évesen, 1852. szeptember 14-én halt meg a kenti Walmer Castle-ben, az Öt kikötő kormányzósági rezidenciájában. Reggel rosszul érezte magát és fel kellett segíteni tábori ágyáról, ahol rendszerint az éjszakákat töltötte. Beültették a székébe, ahol hamarosan meghalt. Halálát epileptikus rohamot is okozó agyvérzésnek tulajdonították.
Holttestét vonattal szállították Londonba (bár életében ha tehette, kerülte a vonatozást, miután tanúja volt annak ahogy William Huskisson parlamenti képviselőt halálra gázolta Stevenson Rocket mozdonya). Állami temetésben részesült; az Egyesült Királyságban ez ritka megtiszteltetés, hasonlót kapott pl. Lord Nelson vagy Winston Churchill is. A temetésre 1852. november 18-án került sor. A Royal Hospital Chelsea-ben felállított ravatalnál tiszteletét tette Viktória királynő, a férje és gyermekeik. Mikor a nagyközönségnek is lehetővé tették a tiszteletadást, akkora tömeg gyűlt össze, hogy a tolongásban többeket agyontapostak. Temetésén felolvasták Tennyson erre az alkalomra írt, Óda Wellington hercegének halálára c. költeményét. Testét luxullianitból (gránitból) készült szarkofágban helyezték örök nyugalomra Nelson mellé a Szt. Pál-székesegyházban. Alfred Stevens készítette síremlékét, amelynek allegorikus bronzalakjai a "Hamisság nyelvét kitépő Igazság" és a "Gyávaságot taposó Bátorság".
Halála után sajtópolémia tört ki, hogy vajon írként vagy angolként született. 2002-ben Wellington 15. lett a BBC a "100 legnagyobb brit"-ről indított szavazásán.

## Személyisége
Wellington mindig koránkelő volt, akkor is ha a hadi helyzet megengedte volna hogy tovább aludjon. 1815 után, a civil életbe való visszatérésekor is megtartotta azt a szokását, hogy tábori ágyban aludt (ágya ma is megtekinthető a Walmer Castle-ben). A spanyol Miguel de Álava tábornok azt panaszolta, hogy Wellington annyiszor mondta neki, hogy a hadsereg "hajnalhasadtával" indul és "hideget vacsorázik", hogy teljesen meggyűlölte ezt a két kifejezést. A hadjáratok során reggeli és vacsora között ritkán evett bármi mást. Az 1811-es portugáliai visszavonulásakor a vele vacsorázó törzs bánatára csak kenyéren és hideg húson élt. A bor minőségére viszont kényes volt és gyakran egy egész palackkal is elfogyasztott a vacsorához (ami a kor szokásaihoz mérten nem volt szokatlan).

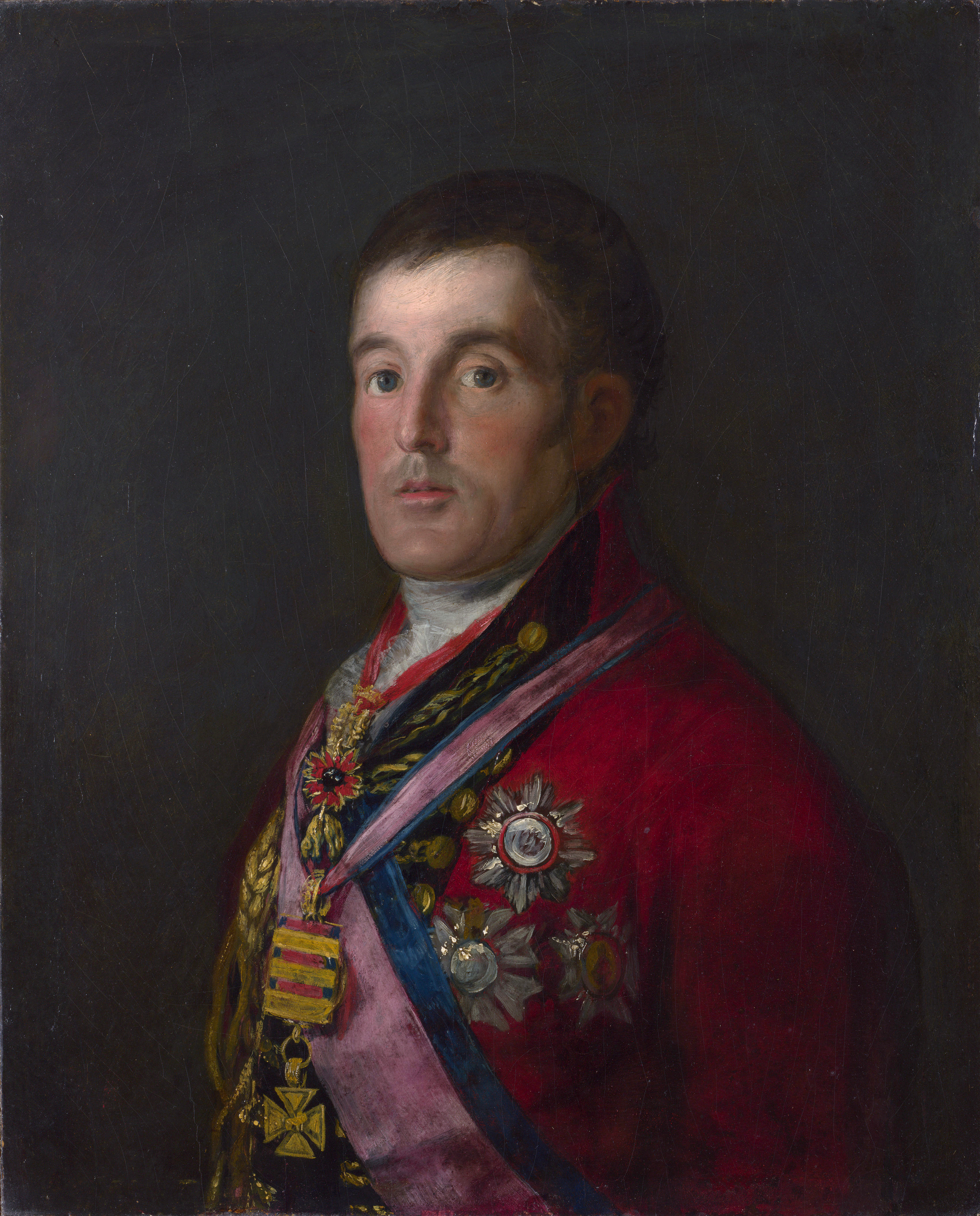
Wellington herceg (Francisco Goya képe, 1812-1814)

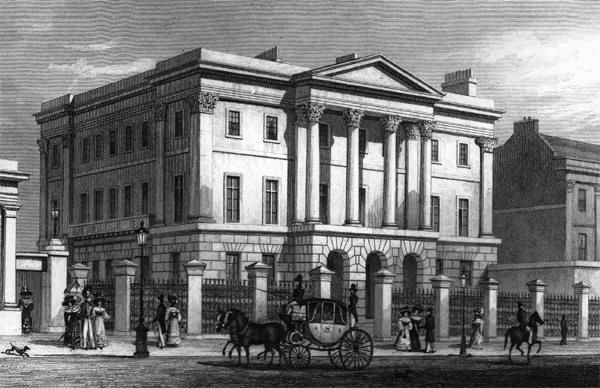
Wellington rezidenciája, az Apsley House 1829-ben

Érzelmeit nem mutatta ki nyilvánosan és az alacsonyabb születésűekkel vagy kevésbé tehetségesekkel (vagyis majdnem mindenkivel) hajlott leereszkedően bánni. Ritka érzelemnyilvánításainak egyike volt, amikor a salamancai csata előtt egy csirkecombot rágva távcsövön figyelte a franciák hadmozdulatait és észrevette hogy a balszárny elszakadt a főerőktől, megfelelő pontot nyújtva a támadásra. Wellington feldobta a csirkecombot és felkiáltott Les français sont perdus!("A franciák elvesztek!"). Amikor pedig a toulouse-i csata után hírét vette, hogy Napóleon lemondott, örömében ujjait pattogtatva, pörögve flamencót kezdett táncolni.
A személyét érintő aforizmák közé tartozik az az eset, amikor Spanyolországban egyik fiatal tisztje azzal dicsekedett, hogy "Ma Wellingtonnal vacsorázom". Az éppen arra lovagló herceg ezt meghallotta és megszólította a tisztet "Legalább annyit tegyen a nevem elé, hogy Mr.". "My Lord" válaszolt a tiszt "Nem mondjuk azt sem hogy Mr. Caesar vagy Mr. Nagy Sándor, miért ne mondhatnám azt, hogy Wellington?"
Híres volt szigorú fellépéséről és az általa megkövetelt vasfegyelemről; még azért is megrótta katonáit ha éljeneztek. Embereit azonban óvta, Porto és Salamanca után nem üldözte az ellenséget, mert tartott az óhatatlan veszteségektől. Badajoz ostroma volt az egyetlen alkalom amikor nyíltan kimutatta szomorúságát; a brit holttestek halmai láttán elsírta magát. Szűk körben inkább megengedte magának az érzelmeket, a waterlooi csata utáni estén orvosánál, később pedig a gratuláló családtagok előtt sírta el magát, visszaemlékezve a szörnyű emberveszteségre.
Közel állt hozzá tisztiszolgája, egy Beckerman nevű mogorva német; valamint inasa, James Kendall, aki 25 éven át szolgálta és halálakor is mellette volt. Az a történet, hogy soha nem beszélt a szolgáival és csak írásban adta ki utasításait feltehetően fiára, II. Arthur Wellingtonra vonatkozik.
A tüzérség főparancsnokaként egyszer túl közel állt egy robbanáshoz és attól kezdve rosszul hallott. 1822-ben megoperálták a bal fülét, de ettől csak teljesen megsüketült azon az oldalon.
Wellingtonról közismert volt, hogy falta a nőket, felesége mellett számos szeretője és romantikus kalandja volt. Előszeretettel tartózkodott művelt, vonzó nők társaságában, különösen a háborúk befejeztével, amikor már inkább diplomáciával és politikával foglalkozott. Az angol sajtó előszeretettel teregette ki a nemzeti hős botrányait. 1824-ben egy lapszerkesztő megpróbálta megzsarolni: felajánlotta, hogy egy bizonyos összeg fejében eláll attól, hogy kiadja Harriette Wilson, a herceg szeretőjének szaftos visszaemlékezéseit. Wellington nyersen visszautasította az ajánlatot.
A hadtörténészek közül sokan "védekező hadvezérnek" tartják Wellingtont, azonban pályafutása nagy részében jelentős létszámhátrányban kellett manővereznie a fölényben lévő ellenséggel szemben és nem gondolhatott offenzívára. Amikor lehetősége volt rá (Argaon, Ászaí, Oporto, Salamanca, Vitoria, Toulouse) tudott habozás nélkül és sikeresen támadni.

## Címei és kitüntetései

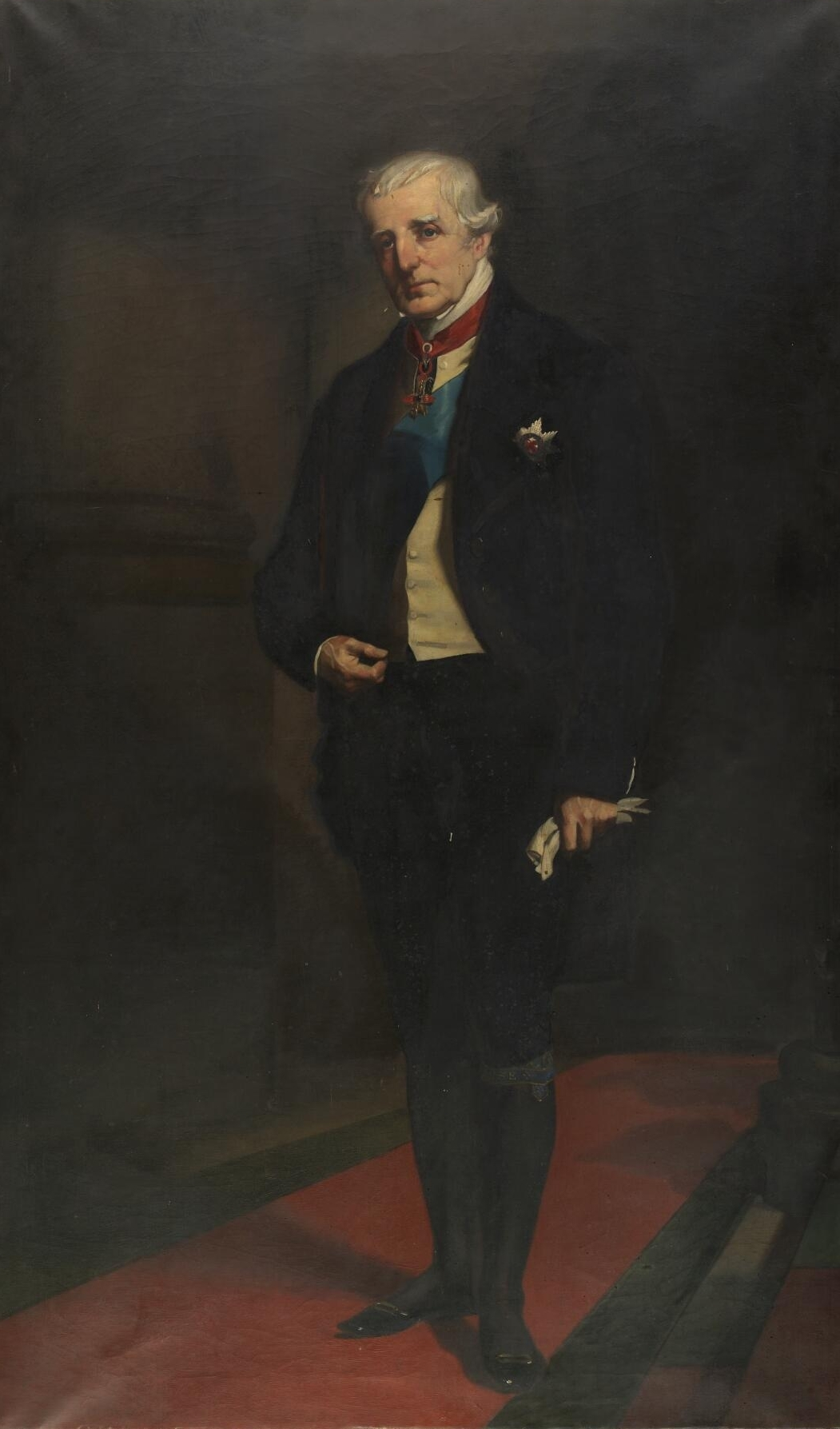
Wellington 1850 körül

### Brit címek és kitüntetések
Katonai rangok:
- Zászlós (Ensign) – 1787. március 7.
- Hadnagy (Lieutenant) – 1787. december 25.
- Százados (Captain) – 1791. június 30.
- Őrnagy (Major) – 1793. április 30.
- Alezredes (Lieutenant-Colonel) – 1793. szeptember 30.
- Ezredes (Colonel) – 1796. május 3.
- Dandártábornok (Brigadier General) (az egyiptomi hadjáratra vonatkozóan, ami végül nem valósult meg; 1801)
- Vezérőrnagy (Major-General) – 1802. április 29.
- Altábornagy (Lieutenant-General) – 1808. április 25.
- Címzetes spanyol és portugál tábornok – 1811. augusztus 6.
- Hadseregtábornok (Field Marshal) – 1813. június 21.

Nemesi címek:
- Douro bárója (1809. augusztus 26.)
- Wellington vikomtja (1809. augusztus 26.)
- Wellington grófja (1812. február 28.)
- Wellington márkija (1812. augusztus 18.)
- Douro márkija (1814. május 3.)
- Wellington hercege (1814. május 3.)

A Wellington nevet bátyja, Richard választotta. Ő talált egy eladó kis birtokot és kastélyt a Somerset-beli Wellington falu mellett és mert neve hasonlított családnevükre, a Spanyolországban harcoló Arthur nevében megvásárolta. Arthur csak a háború végén tért vissza Angliába és így egyszerre vette át valamennyi nemesi kiváltságlevelét. 
- A Fürdőrend lovagja (1804)
- Az ír titkos tanács tagja (1807)

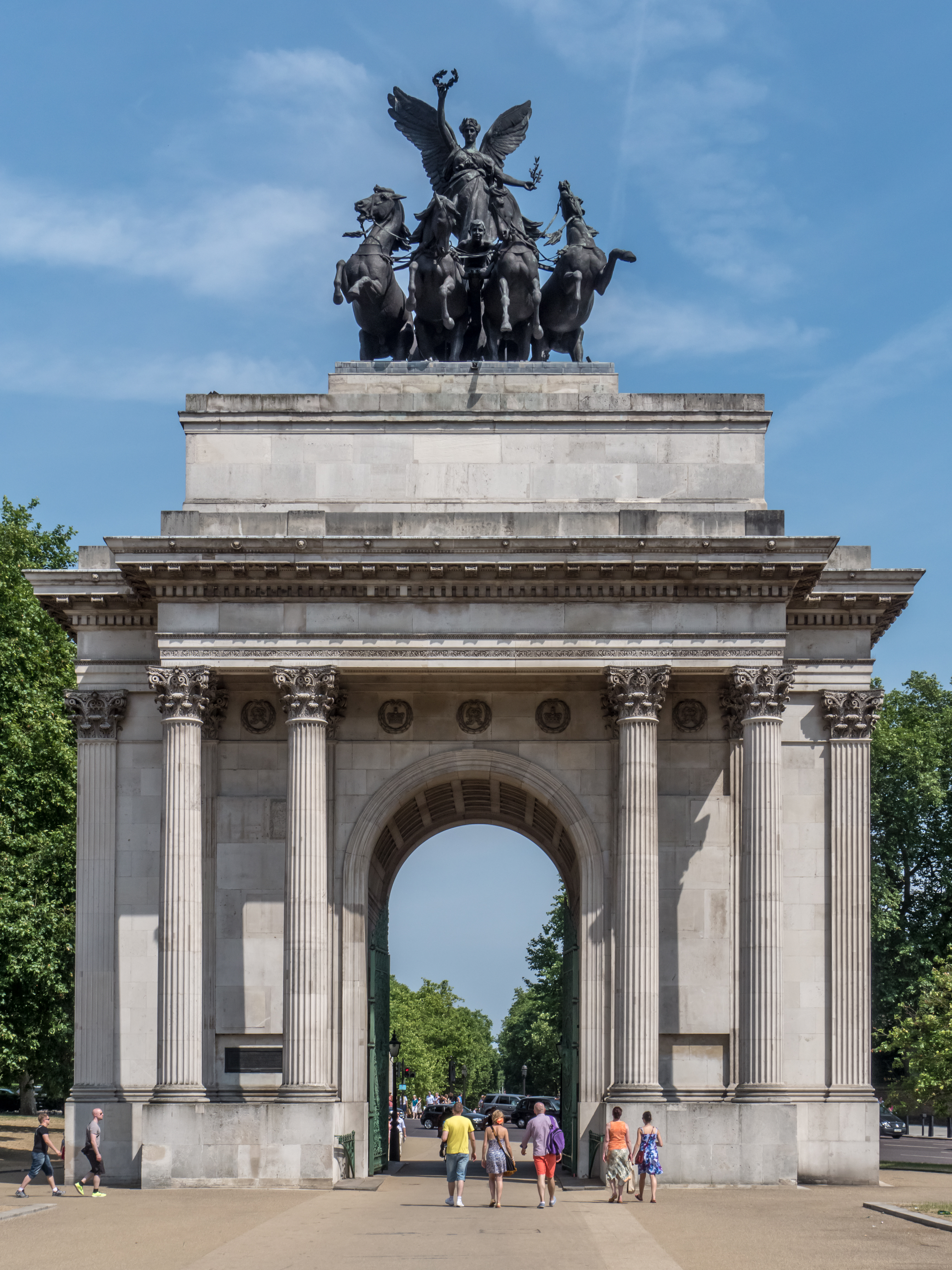
A Wellington-diadalív a Hyde Park-ban

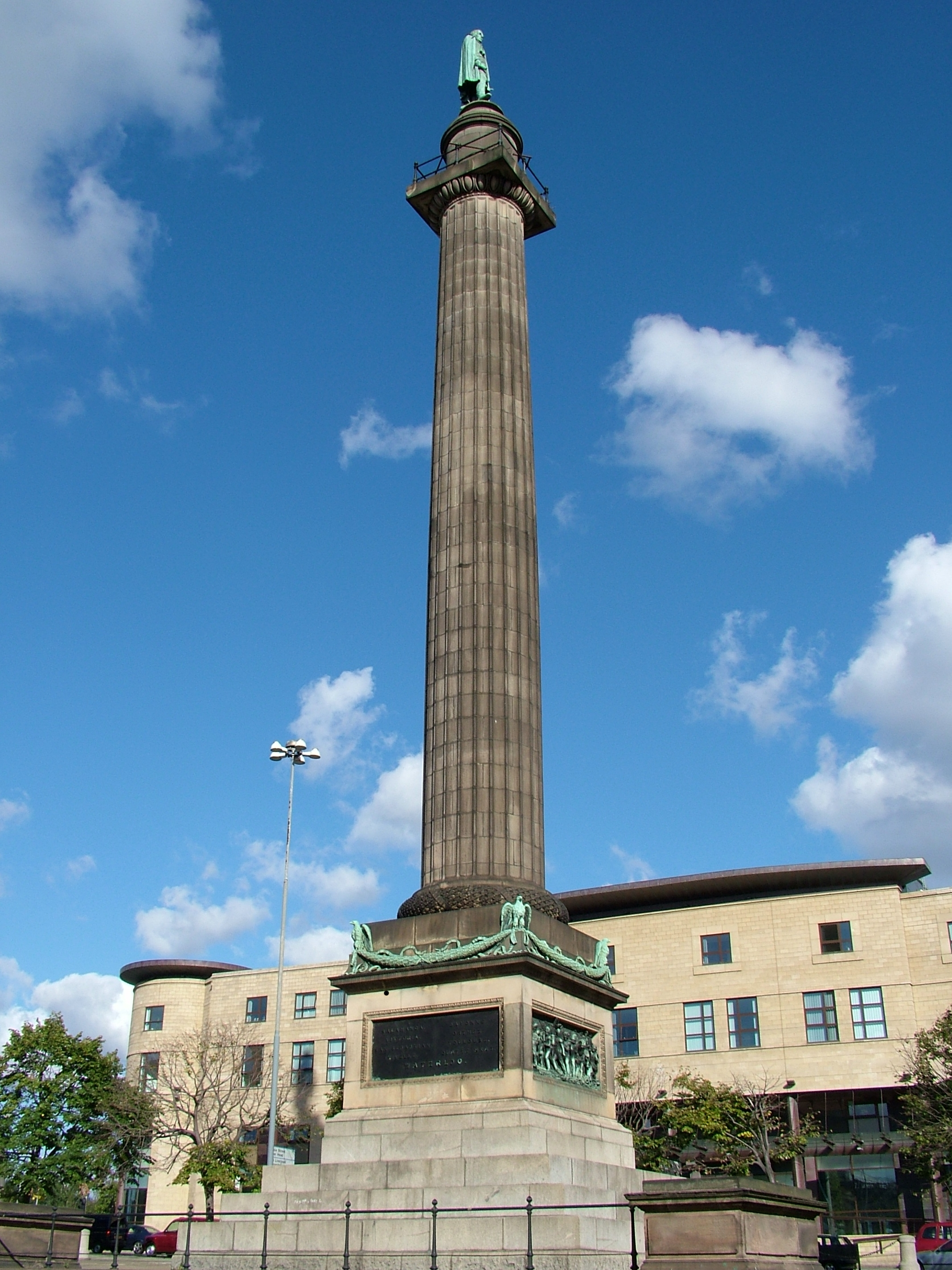
A liverpooli Wellington-oszlop

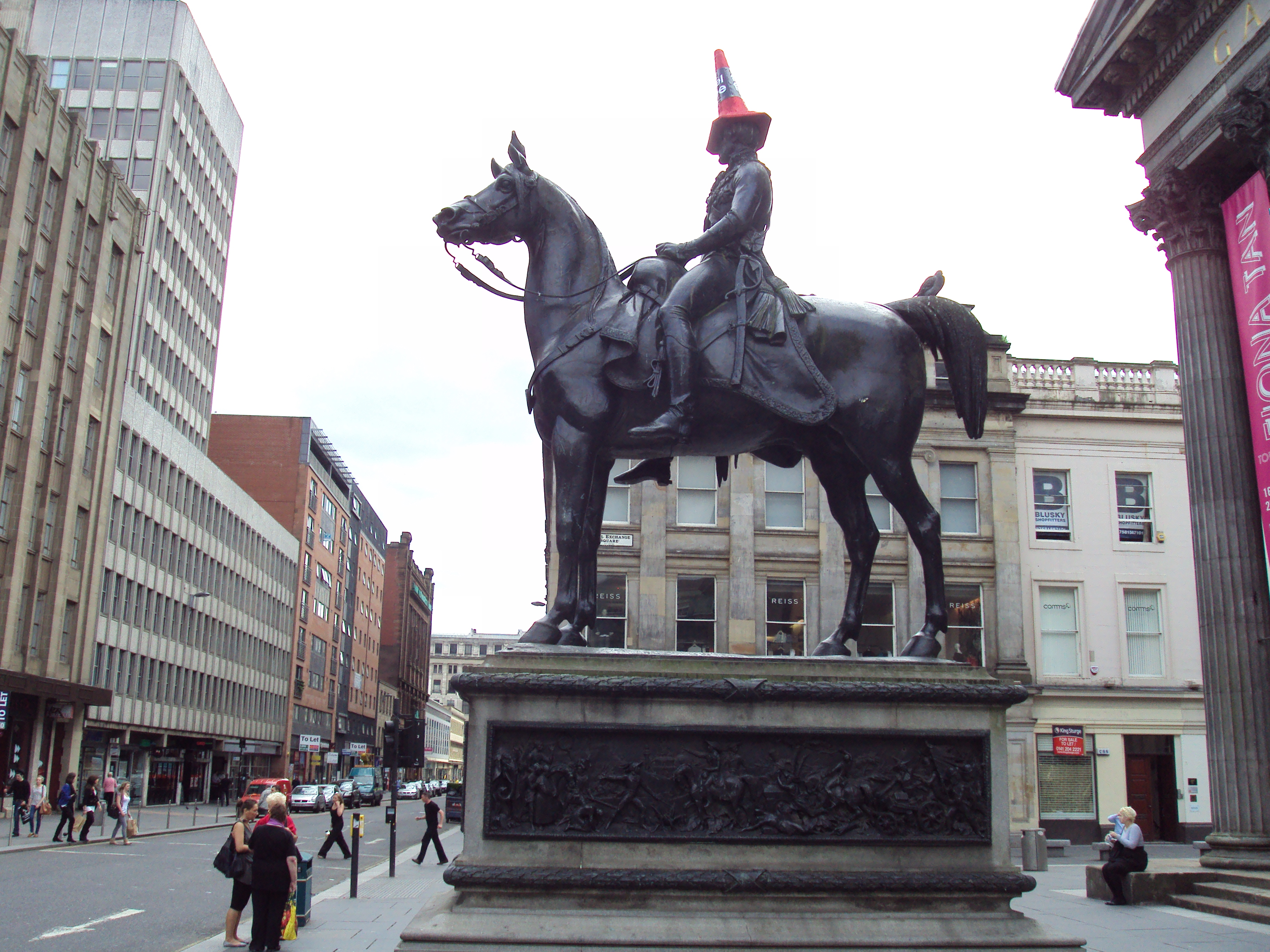
Glasgowi lovasszobra sajátos fejfedőben

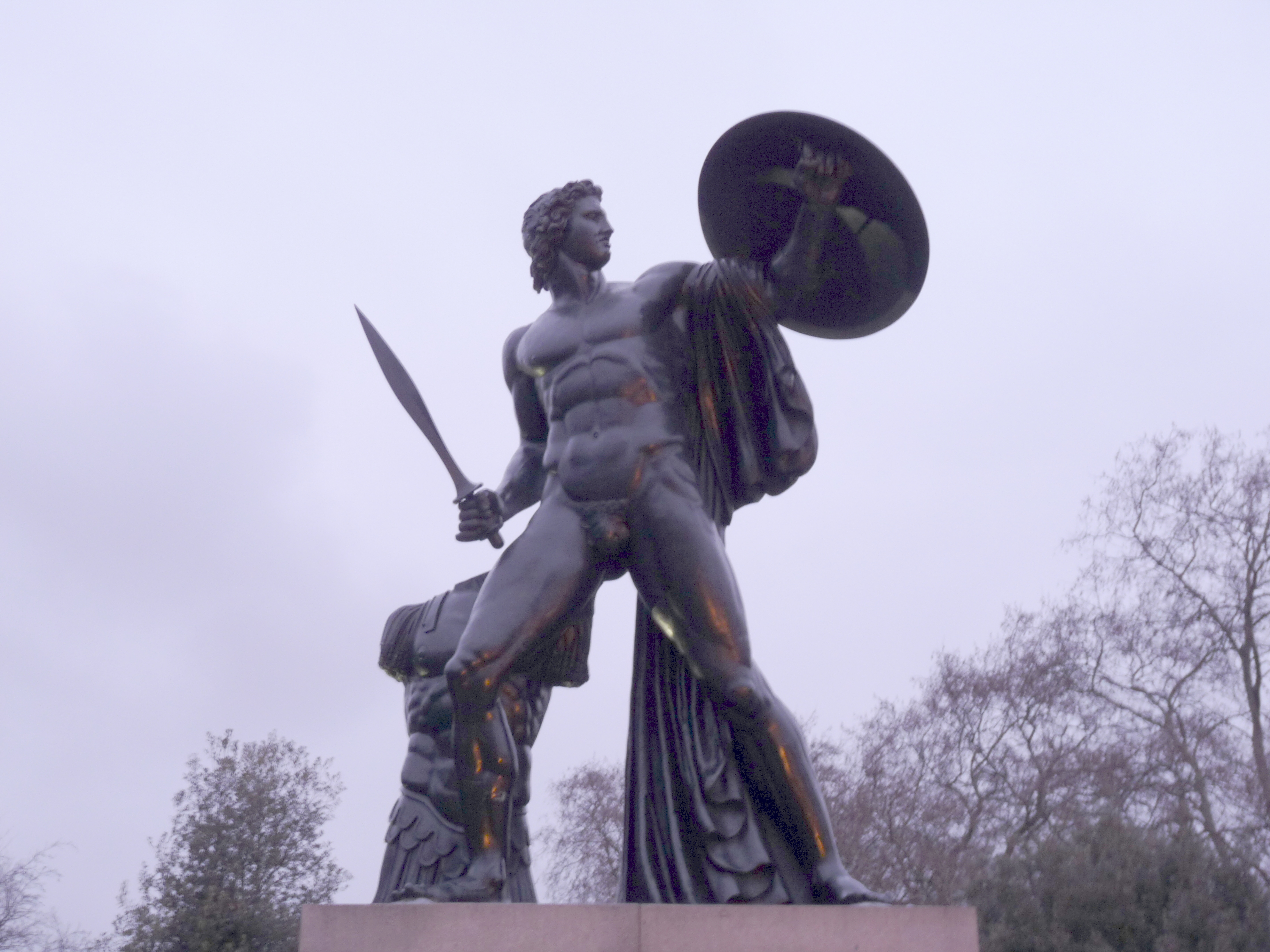
Az Akhilleuszt ábrázoló 12 m magas Wellington-emlékmű a londoni Hyde Park-ban

- Félszigeti Kereszt kilenc sávval, valamennyi hadjáratért. Az egyetlen így adományozott (1810)
- Az Egyesült Királyság titkos tanácsának tagja (1812)
- A Térdszalagrend lovagja (1813)
- A Királyi Lovasgárdaezred ezredese (1813-27)
- A Fürdőrend nagykeresztje (1815)
- Waterloo-érem (1816)
- Plymouth kormányzója (1819-26)
- Hampshire lordkormányzója (1820)
- A Királyi Lövészezred parancsnoka (1820)
- Anglia lordhadparancsnoka (Lord High Constable) (1821, 1831, 1838)
- A Tower parancsnoka (1826)
- A Királyi Gránátosgárdaezred ezredese (1827)
- Az Egyesült Királyság hadseregének főparancsnoka (1827-1828, 1842)
- A Charterhouse School igazgatója (1828)
- Az Öt Kikötő lordkormányzója (1829)
- Az Oxfordi Egyetem kancellárja (1834)
- A Trinity House igazgatója (1837)
- A Royal Society tagja (1847)
- A Hyde Park igazgatója (1847)
- A St James's Park igazgatója (1850)

A címzetes tisztségek általában élethosszig tartottak.
Wellington herceg volt Viktória királynő hetedik gyermekének, Arthurnak a keresztapja 1850-ben.

### Külföldi címek és kitüntetések
Nemesi címek:
- Portugália
  - Vimeira grófja (1811. október 18.)
  - Torres Vedras márkija (1812 augusztus)
  - Victoria hercege (1812. december 12.)
- Spanyolország
  - Ciudad Rodrigo hercege, 1. osztályú grand (1812 január)
- Hollandia
  - Waterloo hercege (1815. július 18.)
- Belgium
  - Waterloo hercege (1831)

Kitüntetések:
- Portugália
  - A Torony és Kard Rendjének nagykeresztje (1811)
- Spanyolország
  - A Szt. Ferdinánd-rend nagykeresztje (1812)
  - Az Aranygyapjas Rend lovagja (1812)
  - A III. Károly-rend lovagja (1814)
  - A Szt. Hermengild-rend nagykeresztje (1817)
- Svédország
  - A Kardrend 1. osztályú nagykeresztje (1814)
- Ausztria
  - A Mária Terézia-rend nagykeresztje (1814)
- Oroszország
  - Szt. György-rend, 1. osztály (1814)
  - Szt. András-rend (1815)
  - Szt. Alekszandr Nyevszkij-rend (1815)
  - Szt. Anna-rend, 1. osztály (1815)
- Poroszország
  - A Fekete Sas-rend lovagja (1815)
  - A Vörös Sas-rend nagykeresztje
- Dánia
  - Elefántrend (1815)
- Szardíniai Királyság
  - Az Angyali Üdvözlet-rend lovagja (1815)
- Hollandia
  - A Vilmos-rend nagykeresztje (1815)
- Szászország
  - A Rutakoronarend lovagja (1815)
- Baden
  - A Hűség dinasztiarendjének nagykeresztje (1815)
  - A Zähringeni Oroszlándrend nagykeresztje
- Bajorország
  - A Miksa József-rend nagykeresztje (1815)
- Franciaország
  - A Szentlélekrend lovagja (1815)
- Hessen
  - Az Arany Oroszlán-rend nagykeresztje (1815)
- Württemberg
  - A Katonai Érdemkereszt nagykeresztje (1815) kék szalaggal (1830)
- Hannoveri Királyság
  - A Hannoveri Guelfrend nagykeresztje (1816)
- Két SZicília Királysága
  - A Szt. Januarius-rend lovagja (1817)
- A Szt. Ferdinánd-rend nagykeresztje (1817)

Ezenkívül Nagy-Britannia szövetségesei (Portugália, Spanyolország, Ausztria, Oroszország, Poroszország, Hannover) saját legmagasabb katonai rangjukkal ruházták fel Wellingtont.

## Emlékezete
Wellington köztéri szobrai és a róla elnevezett utcák számos helyen megtalálhatók Nagy-Britanniában és volt gyarmatain. Említést érdemel a londoni Hyde Parkban a Wellington-diadalív, a dublini Wellington-emlékmű (Európa legmagasabb obeliszkje) vagy a liverpooli Wellington-oszlop.
Róla nevezték el Új-Zéland fővárosát, valamint több kanadai és egy ausztrál települést. Róla kapta a nevét a Wellington-csizma, az általa gyakran hordott magas szárú lovaglócsizma (erről nevezték el angol nyelvterületen később a gumicsizmát); valamint a Wellington-bélszín.
Simon Scarrow brit író 2006 és 2010 közt publikált egy sikeres négy kötetes életrajzi regénysorozatot,  Wellington and Napoleon Quartet ill. Revolution Quartet címmel. A párhuzamos életrajzi regényfolyam  a francia forradalom és a napóleoni háborúk idejében játszódik és Napóleon Bonaparte és Arthur Wellesley történetét meséli el, igen részletgazdagon, születésüktől katonai pályafutásuk csúcspontjáig, a waterlooi csatáig. A négy regény magyarul is megjelent a Gold Book kiadónál, 2013 és 2016 közt.

## Fordítás
- Ez a szócikk részben vagy egészben  az   Arthur Wellesley, 1st Duke of Wellington című angol Wikipédia-szócikk ezen változatának fordításán alapul.  Az eredeti cikk szerkesztőit annak laptörténete sorolja fel. Ez a jelzés csupán a megfogalmazás eredetét és a szerzői jogokat jelzi, nem szolgál a cikkben szereplő információk forrásmegjelöléseként.